# Écomusée Roscheider Hof
L'écomusée Roscheider Hof est un musée en plein air inauguré en 1976 à Konz (arrondissement de Trèves-Sarrebourg, Rhénanie-Palatinat). Le musée se trouve sur une hauteur dans la vallée de la Moselle dans le Stadtteil (quartier) de Konz-Roscheid à la frontière territoriale avec la ville de Trèves. Elle a pour vocation la présentation de la culture rurale de la région de la Moselle et Sarre, à laquelle appartiennent l’Eifel, le Hunsrück et la Sarre ainsi qu'une partie du Luxembourg et de la Lorraine.
Avec sa surface d’exposition de 4 000 m2 et ses 22 ha de site à l’air libre, ce musée est l’un des plus grands de sa catégorie en Allemagne. L’intérêt pour les expositions telles que un petit monde en étain, les jouets du monde entier  et les plaques à taques  va au-delà des limites de la région. Le responsable du musée est l’association Volkskunde- und Freilichtmuseum Roscheider Hof, Konz e. V.  comptant en son sein plus de mille membres.

## L’histoire du Roscheider Hof

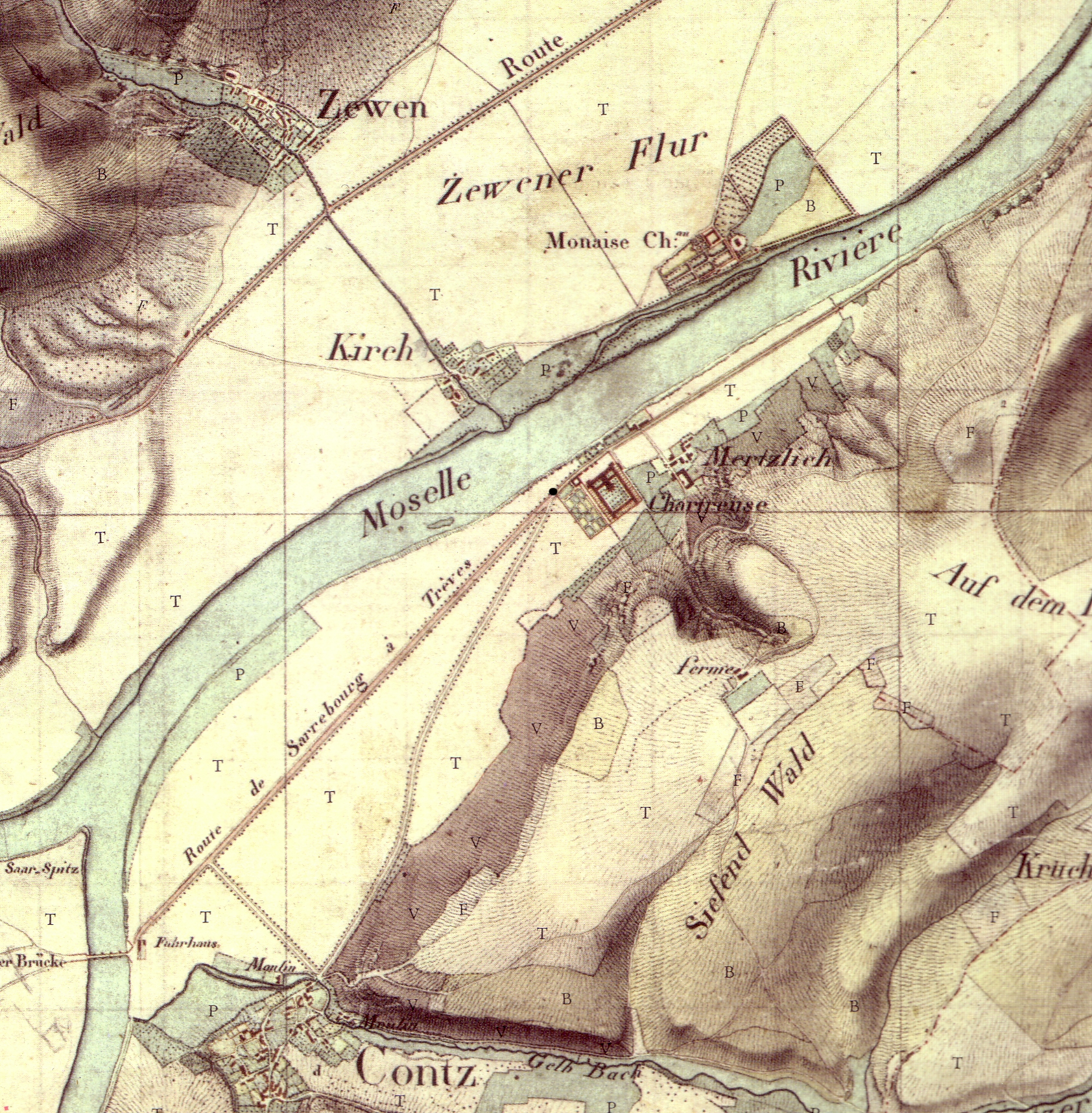
Le bâtiment du Roscheider Hof (appelé „ferme“) au-dessus de la chartreuse et de Mertzlich (aujourd’hui Konz-Karthaus) sur une carte Tranchot-Müffling de 1820.

La première mention du bâtiment principal du Roscheider Hof se trouve dans un document de l’ Abbaye Saint-Matthias. En 1330, l’abbaye vendit certains de ses biens et donna en gage la ferme sous l’appellation Hof Roscheid. Une seconde mention eut lieu 21 années plus tard. Dans le plus ancien contrat de bail gardé à ce jour, le couvent céda pour 18 ans le Hof Roscheid en 1448 avec les champs, prés, bois et tous les accessoires à Johann von Konz et son épouse Else. Les noms de tous les tenanciers jusqu’au dernier contrat de 1793 ont été transmis. La ferme était composée de deux édifices opposés l’un à l'autre. Le bâtiment du côté nord-est avec logements, étables à bétail et chevaux se trouvent encore dans les bâtiments de la ferme en forme de carré. Lors des travaux de restauration, certaines découvertes de 1978 contenaient des documents datant du début du XVIe siècle. 

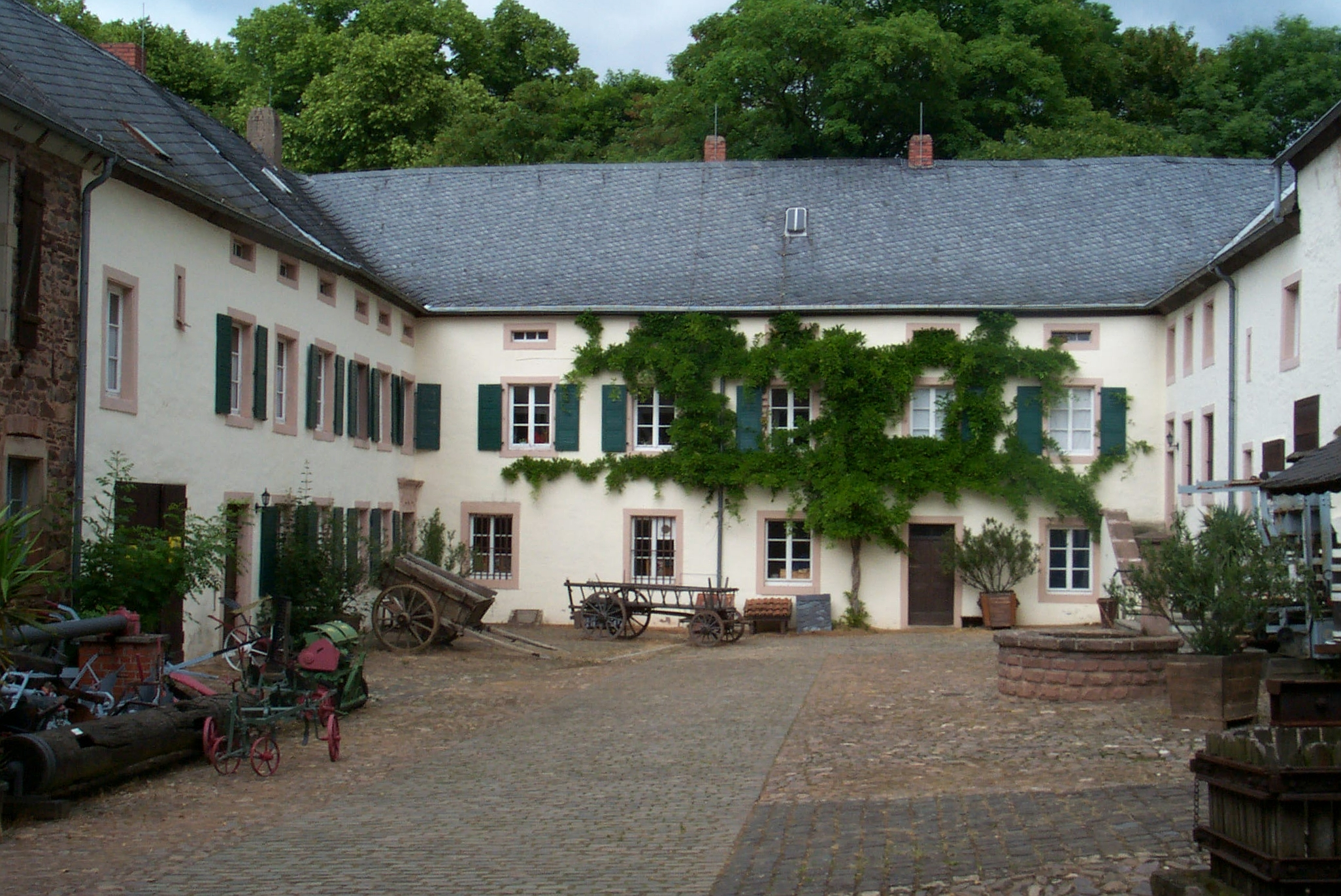
La cour intérieure de la ferme rectangulaire de Valdenaire.

En 1794, avec l’arrivée des troupes révolutionnaires françaises, la fin de l’époque féodale atteint aussi l’Électorat de Trèves. Le Roscheider Hof fut mis aux enchères en 1802 par l'État français et fut racheté le 7 mars 1805 par Nicolas Valdenaire de Saarburg pour le prix 8500 francs. Valdenaire, un soldat français de bonne famille fut très influent et inspiré par les idées de la Révolution française. Il agrandit le domaine qui ne fut que très peu changé en trois siècles et bâtit, dans sa forme actuelle, la ferme en carré, chose inhabituelle pour la région de Trèves. Les bâtiments secondaires de la cour extérieure ne furent bâtis que plus tard.
Nicolas Valdenaire mourut en 1849 et son fils, Viktor Valdenaire, ami de Karl Marx, montra très peu d'intérêt à la ferme. Ce n’est seulement qu'en 1864 que la ferme fut vendue. Une école d’agriculture  fut construite avec le soutien de l’État. Cette école fut déplacée à Saarburg en 1871. Après plusieurs changements de propriétaire, la ferme avec tous ses biens ruraux fut acquise en 1909 par le fisc royal prussien et fut gérée comme terres du domaine privé de l’État. Ce dernier devint un bien du Land de Rhénanie-Palatinat après la Seconde Guerre mondiale. Le dernier directeur du domaine de l’État, Edgar Studt, soutint l'idée d’un musée plein air afin de déplacer les activités dans de nouveaux bâtiments rationnels. Cela ne se concrétisa pas car la municipalité de Konz acheta le 9 juin 1969 la ferme Roscheider Hof pour 2 500 000 DM avec pour objectif d’ériger sur 150 ha un nouveau quartier, Konz-Roscheid. Il était prévu d’utiliser le bâtiment de la cour avec une surface de 20 ha pour y construire un musée en plein air

## La création du musée

### Histoire

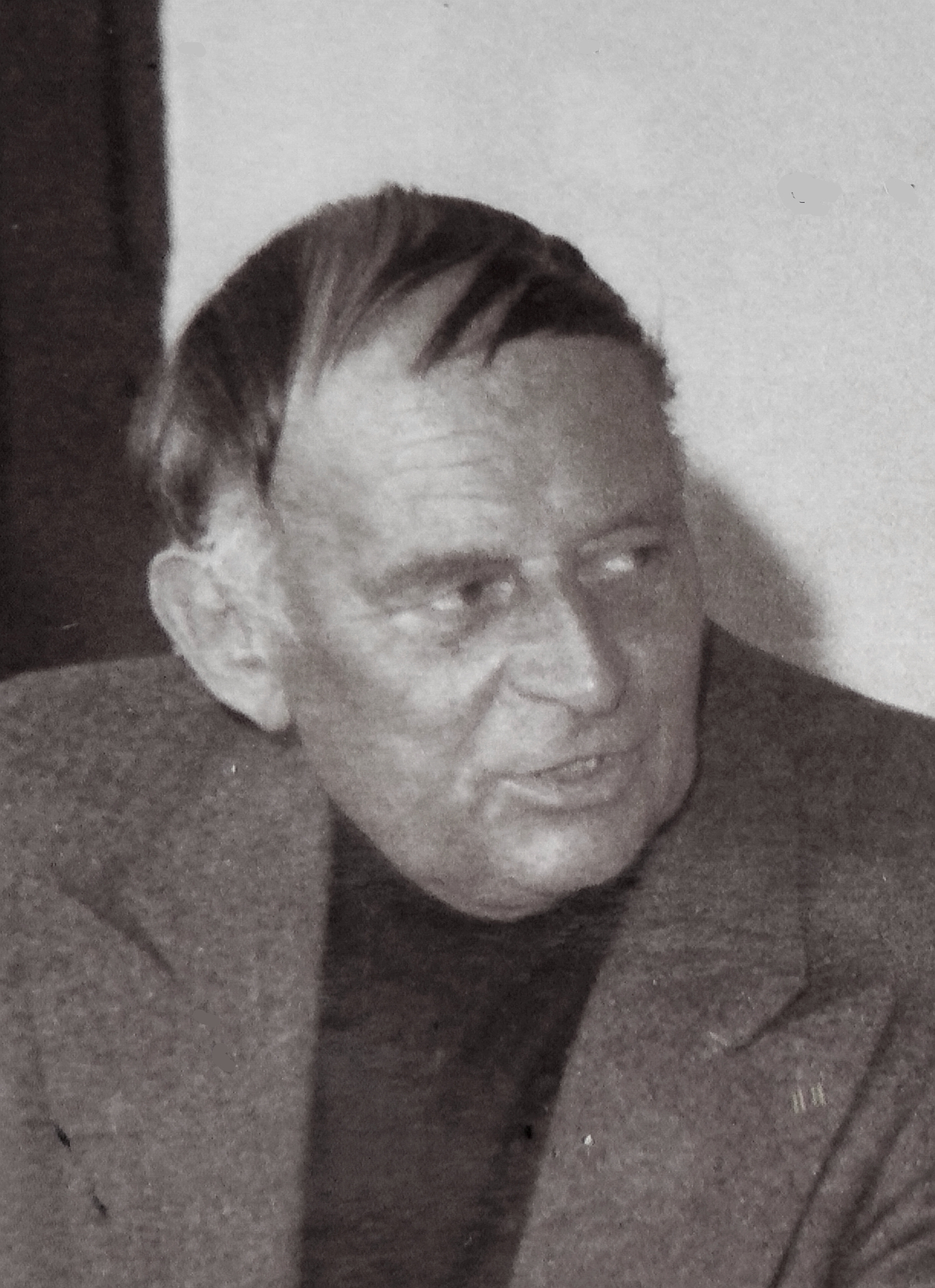
Rolf Robischon

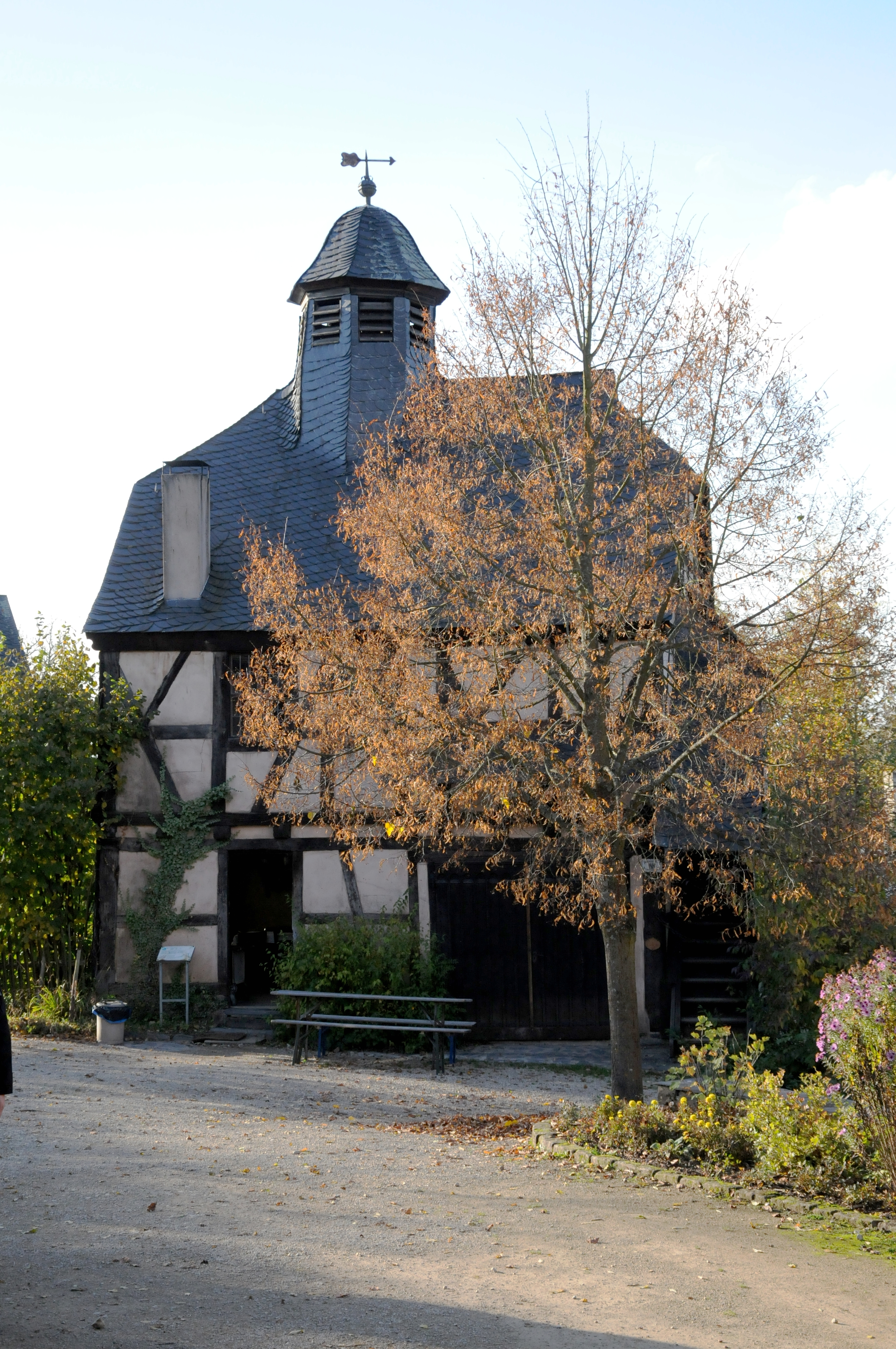
La mairie de Gödenroth, le premier bâtiment transposé avec son arbre dans le musée.

Après plus d’une décennie de vaines tentatives d’établir à Konz  un écomusée central de Rhénanie-Palatinat, fut créée le 12 juin 1973 dans la salle de séance de la Mairie de Konz une nouvelle association, qui sera chargée plus tard de gérer le musée. Ce fut une réaction contestataire après que le ministre-président de l’époque, Helmut Kohl, décida le 15 mai 1971 de mettre une croix sur toutes les initiatives de créer un écomusée dans la ferme Roscheider Hof.
Le musée vit le jour sur l‘initiative de certaines personnes avec le soutien de certains décideurs communaux et régionaux. Le poumon de cette initiative était Rolf Robischon, architecte, chercheur en construction et professeur à l’école d’architecture de Trèves (aujourd’hui Fachhochschule Trier). À partir de 1975, tous les objets de la collection du musée furent stockés dans les locaux du bâtiment principal de la ferme qui avait été restauré auparavant. Une première maison, la Mairie de Gödenroth, fut transposée entre 1975 et 1976. Huit salles contenant des objets du musée furent aménagées dans le bâtiment principal de la ferme de sorte que le musée, alors très modeste, puisse être inauguré le 17 juin 1976 en présence du Ministre de la Culture de l’époque Bernhard Vogel.
Les plus anciens locaux du musée se trouvent dans le bâtiment principal derrière l’entrée en venant de la cour intérieure. Une épicerie, appelée communément "Tante-Emma-Laden", datant de la première moitié du XXe siècle, des locaux de classes et salles de tissage se trouvent aujourd’hui encore (ou presque) dans leur état initial. Un salon de coiffure (une boutique de coiffeur) et un café du village ont été aménagés dans la ruelle artisanale et l’ancienne cuisine fut déménagée dans la  maison de Saargau. Le monde des enfants se trouve actuellement dans cette section.
Rolf Robischon fut directeur du musée pendant la première phase de construction jusqu’en 1985. La citoyenneté d’honneur de la ville de Konz lui fut octroyée pour son mérite et ses œuvres jusqu’à son décès en 1989.
Ulrich Haas est depuis 1985 directeur de la section industrie et directeur bénévole du musée. Il se consacra intensivement à l’achèvement du village de l'Hunsrück, du village de Moselle et surtout à la transformation du bâtiment principal en bâtiment d’exposition. Ce bâtiment était loué à un agriculteur jusqu’à la fin des années 1980, ce qui retarda les travaux. La dernière partie du bâtiment principal, une grosse grange, put être reprise en novembre 2008. Un grillage autour du site fut construit en 1996 afin de limiter les dégâts causés par les enfants et les sangliers.

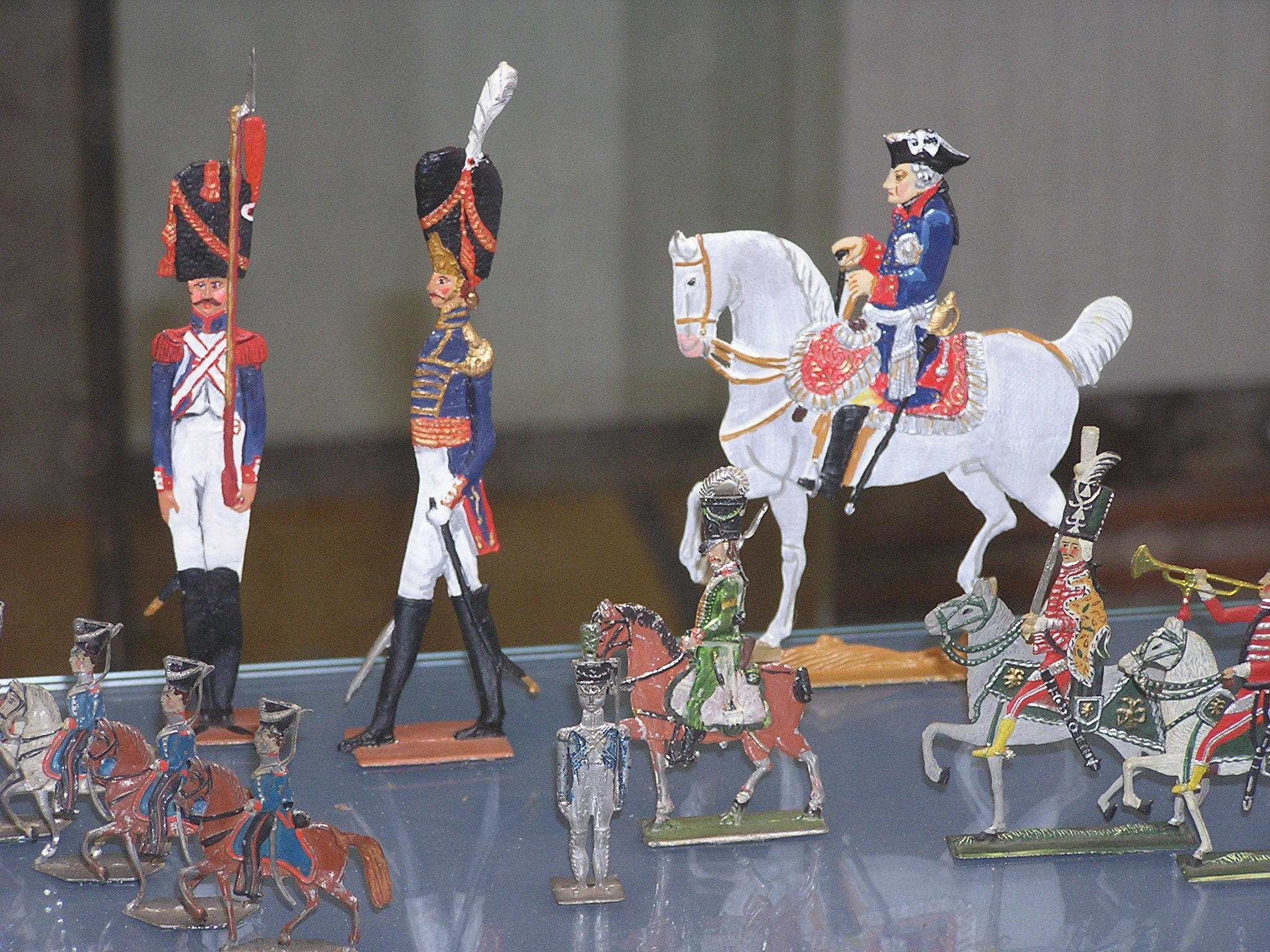
Un petit monde en étain
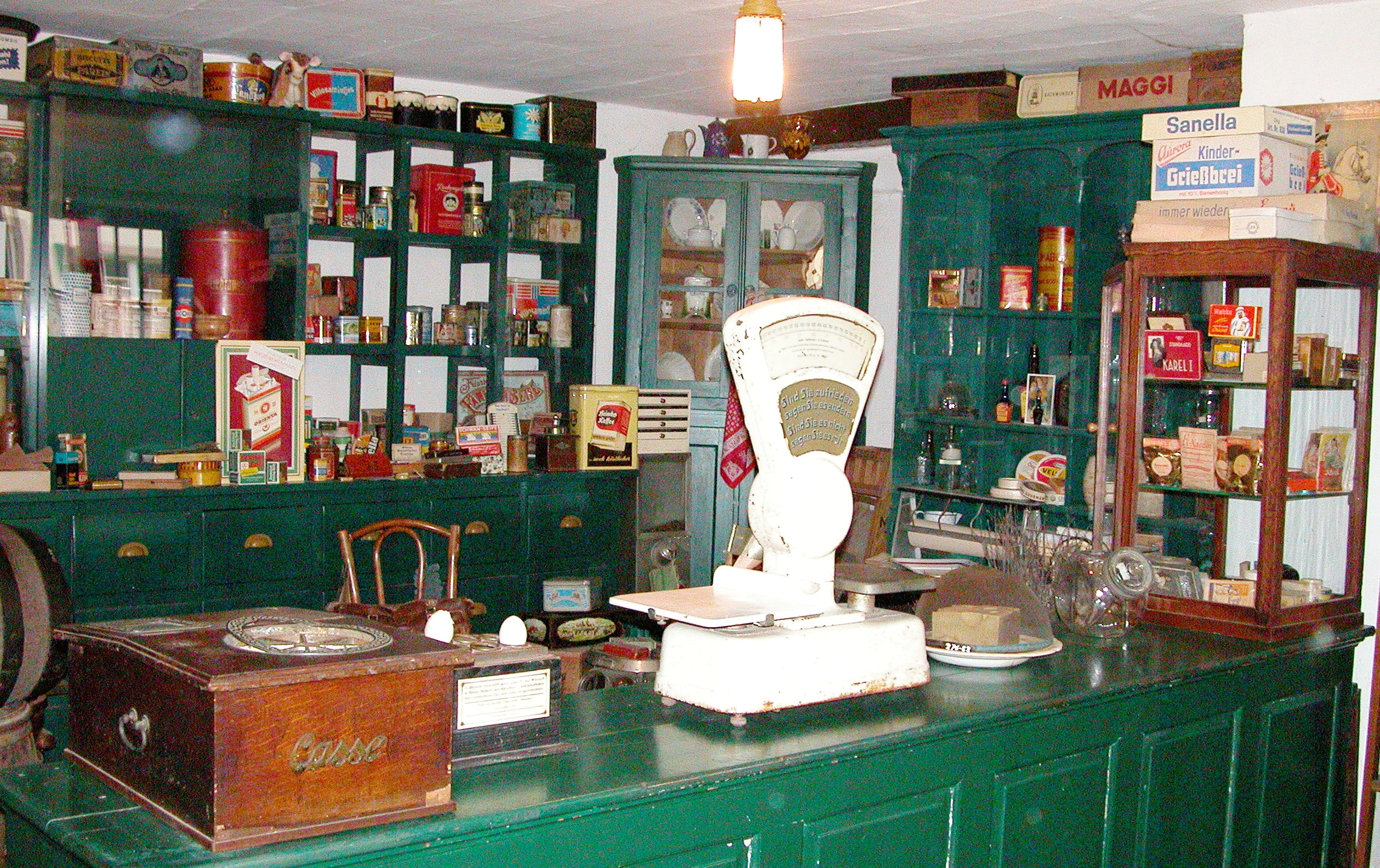
Épicerie Tante-Emma-Laden dans le bâtiment d‘exposition, la plus ancienne partie du musée
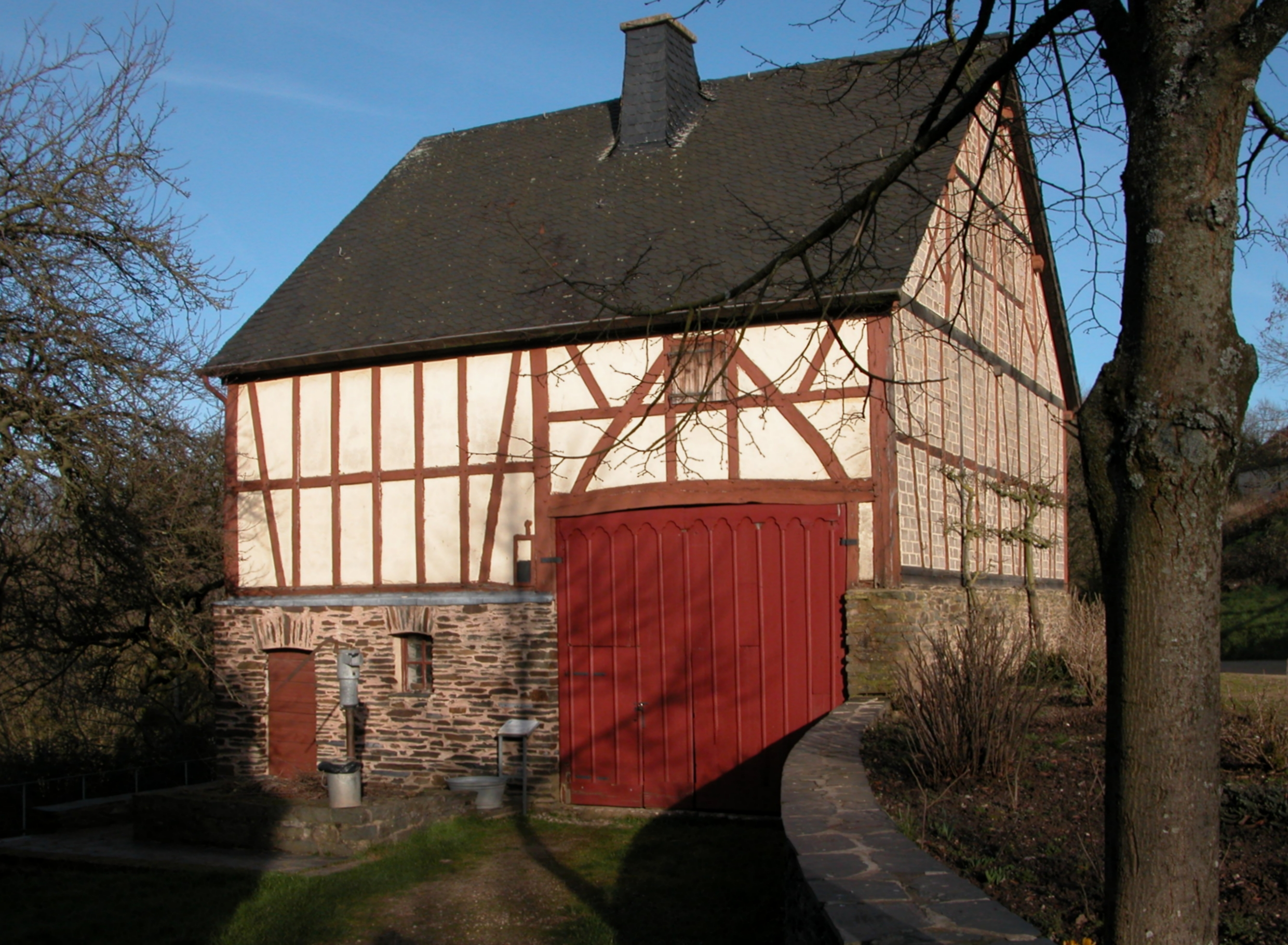
Grange-étable de Irmenach
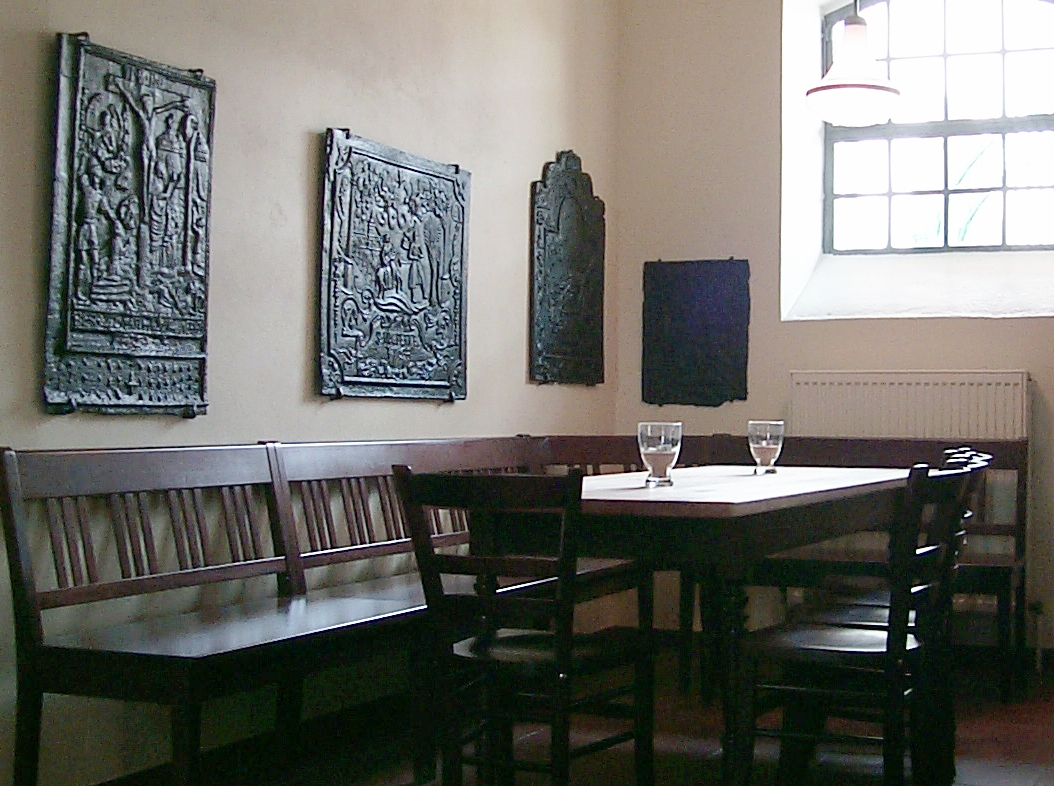
Plaques à taques dans le restaurant du musée

Construction durant les années suivantes de locaux pour expositions thématiques. Un fournil et une école furent construits dans le village de l'Hunsrück. Construction d’un nouveau bâtiment avec musée des bois et dépôts ainsi que les premières maisons du groupe Moselle.
Le conseil communal décida à l’unanimité le 11 juin 2006 d’octroyer à Ulrich Haas la citoyenneté d‘honneur de la municipalité de Konz pour son engagement en tant que directeur du musée.

### Conception et structure

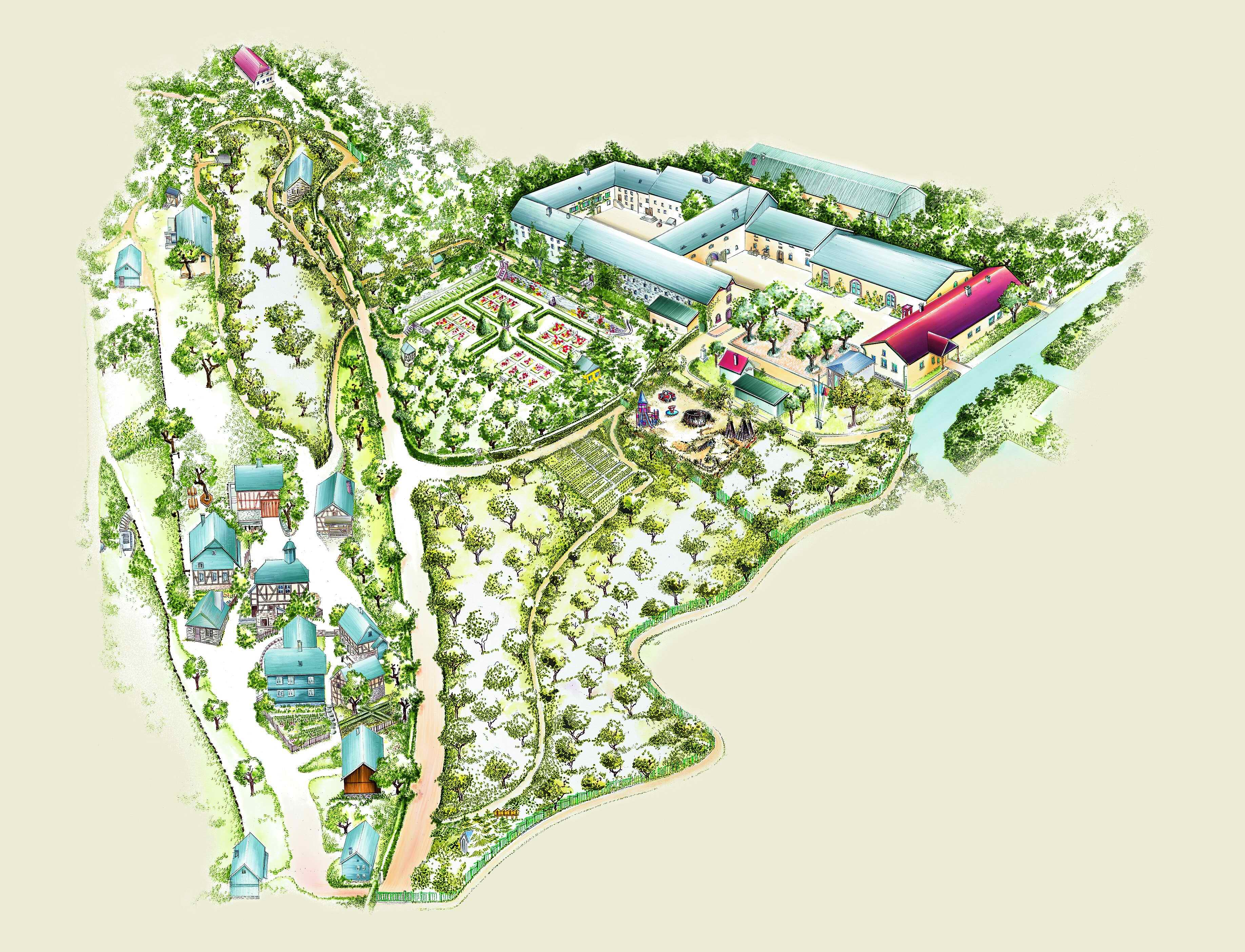
Plan du musée.

En 2008, le musée est composé d’une ferme disposée en carré servant de bâtiment d’exposition et de restaurant. Les autres parties du musée sont un hameau de l'Hunsrück avec onze bâtiments un village de Moselle en construction, un musée du bois et des forêts dans un bâtiment d’exposition moderne, un musée des bornes frontières, plusieurs jardins, deux chapelles, des vergers, surfaces de labour, une aire de jeu d’enfants et un moulin à huile constituant une extension extérieure à deux kilomètres du musée.
L’idée principale est la présentation du mode de vie rurale allant des travaux à salaires journaliers comme ceux de fermier ou vigneron aux métiers d’ouvriers, dentiste et pharmacien. Il en est de même pour les conditions de logement. Le noyau temporaire se situe entre 1860 et 1960, même si certains objets exposés sont bien plus anciens. Par exemple deux maisons à colombages au style de 1870 et de 1950 ont été construites l’une en face de l’autre. Trois épiceries appelées communément en Allemagne Tante-Emma-Laden montrent l’évolution du commerce en détail pendant les différentes époques. Une des particularités de cet écomusée est une partie du monde des enfants, dans laquelle une collection de jouets et de figurines en étain sont exposés. Le musée publie régulièrement des monographies et le Roscheider Blätter pour tous ses membres à la fin de l‘année.
Beaucoup de bâtiments et d’objets ont été acquis en profitant de bonnes occasions vu que les moyens financiers ne permettaient pas de suivre un plan fixe. Beaucoup de pièces exposées sont des dons et plusieurs vitrines ont été offertes par d’autres musées. Par manque de place et pour des raisons financières, il n’était pas possible non plus d’accepter tous les objets ou de transposer tous les bâtiments offerts au musée. C’est aussi la raison pour laquelle il n’y a pas d’animaux au musée.

## Exposition folkloriques
Le bâtiment d’exposition principal est la ferme disposée en carré dans laquelle sont exposés différents thèmes ruraux sur plus de 3 500 m2. Une exposition spécialisée avec pour thème les bois et exploitation forestière se trouvent dans le musée de la forêt et du bois dans la partie basse du terrain en plein air. Certains ateliers ouvriers se trouvent dans les maisons du village de la Moselle.

### Du grain au pain
Si certaines régions ont pu profiter des avancées techniques faites depuis le XVIIIe siècle surtout en Belgique, très peu seulement dans l’Eifel et Hunsrück purent jusqu’au XIXe siècle rester concurrentielles vu qu’elles n’arrivèrent pas à augmenter leur productivité. Cela surtout dans les fermes des montagnes moyennes arides malgré le climat favorable des vallées.

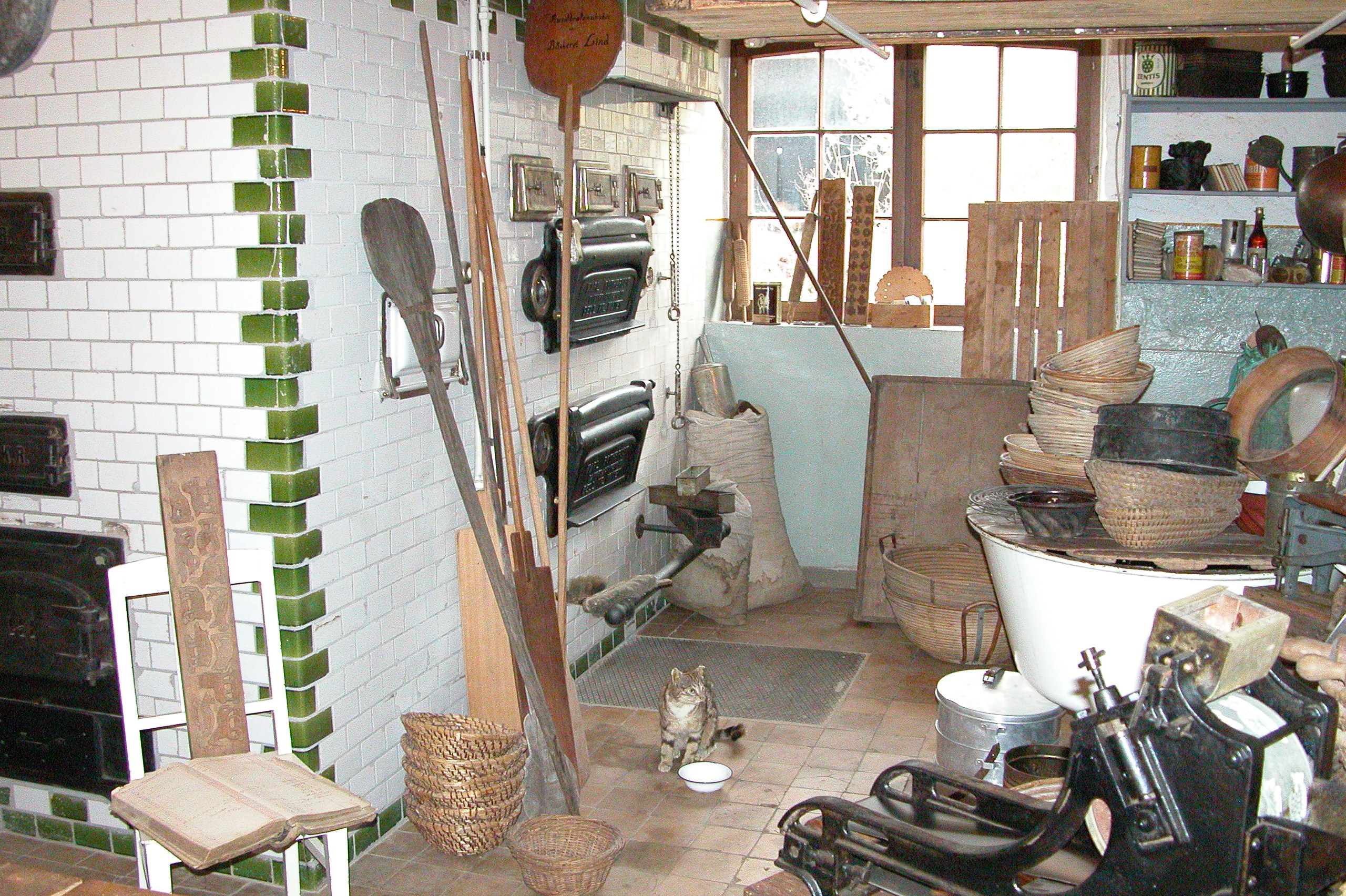
Fournil de Polch.

Cette exposition a pour thème central la mécanisation de l’agriculture à partir de 1930. Présentation tout d’abord de la semence et labour à la main, thématisation moisson à la faux et le battage au fléau avec pièces afin d‘illustrer les contrastes avec une simple charrue.
Les batteuses manuelles et les vanneuses font partie des premières vagues de mécanisation. Le musée n’a cependant pas de machine à vapeur ni de locomobiles vu que ces machines étaient trop coûteuses pour cette région montagneuse peu rentable. Les batteuses, moulins, les silos à farine et l’une des premières moissonneuses batteuses illustrent la mécanisation et motorisation de l’agriculture. En outre, le musée dispose d’une série de tracteurs encore utilisés dans les champs du musée. Le travail avec ces instruments est présenté pendant la journée des fermiers et ouvriers en septembre. Ainsi, le musée a réussi à développer un concept convaincant bien que la création tardive du musée ne permit pas une acquisition facile de ces instruments.
À la fin de l’exposition se trouve, dans un local à part le fournil de l’ancienne boulangerie Gail de Polch dans le Maifeld reconstruit dans son état des années 1930.

### Vin, viez, eaux-de-vie

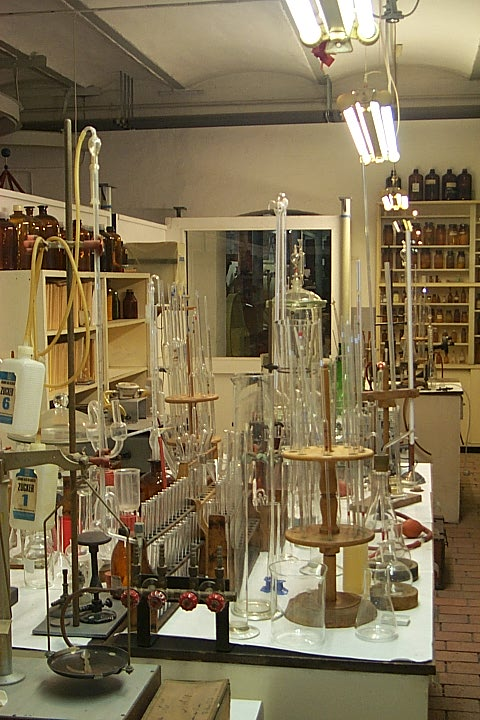
Laboratoire œnologique, années 1960.

La viticulture ayant commencé dans la région déjà à l’époque romaine, cette exposition montre les étapes de production importantes en allant de la plantation de la vigne à la mise en bouteille. Les vins mousseux (Sekt), viez et spiritueux ont, dans la région une aussi longue tradition que le vin.
La « montagne de vins » de l’exposition comprend non seulement des cépages de riesling et d'elbling mais aussi de müller-thurgau (appelé rivaner au Luxembourg). L’exposition met aussi l’accent sur le progrès des techniques de plantage et thématise l’utilisation des produits phytopharmaceutiques. Images et un diorama de la récolte des raisins au pressoir à vin au début du XXe siècle.
Alors que les pressoirs à levier fonctionnent comme leur nom l’indique avec un levier, les pressoirs à vis centrale descendent avec la pression de la vis. Ils sont nettement moins encombrants. Le pressoir le plus ancien de l‘exposition, le pressoir à écureuil en bois venu de Traben-Trarbach et estimé par dendrochronologie à 1641. Il arrivait souvent que les vis en bois ne supportent pas la forte pression. Le pressoir à vis ne révéla son efficacité que lorsque la révolution industrielle permit d’utiliser des vis en métal.
Un pressoir fabriqué par André Duchscher & Co. de Wecker au Grand Duché du Luxembourg connut un grand succès dans la région de Trèves et au Luxembourg. L’utilisation de ce genre de pressoir avait l’avantage de ne pas nécessiter beaucoup d’espace utile. Le vignoble n’avait pas besoin en tournant le levier de faire le tour du pressoir. Le fonctionnement de ce pressoir est démontré lors de la journée de pressage au mois d’octobre. Le dernier modèle de ce fabricant marqua la fin d’une évolution : le pressoir à haute pression écrasait les raisins si fort que le vin n’avait plus de goût.
Après avoir été pressé, le moût était versé dans des cuves. Les foudres (960 litres) et demi-foudres (480 litres) exposées sont celles utilisées à l’époque dans les régions de la Sarre et de la Moselle. L’exposition sur la viticulture se termine par les traditionnelles bouteilles, étiquettes et les installations de mise en bouteille propres à la région viticole Mosel-Saar-Ruwer.
Dans les régions à climat défavorable, ce sont les pommiers qui furent plantés à la place des vignes. Ces pommes étaient pressées de sorte à en faire du cidre. Ce jus était bu dans un récipient typique en porcelaine appelé porz. Le cidre fut la boisson des populations peu fortunées. Même les vignerons ne dégustaient le vin que lors des fêtes. Cela est clairement indiqué par la reproduction d’une peinture de Beilstein : dans une brasserie, les membres de la classe sociale "supérieure" boivent leur vin dans des verres pendant que les fermiers et vignerons, eux, boivent du cidre dans des porz.
Une multitude de fruits comme les pommes, poires, prunes, mirabelles, etc. offrent la matière première à la fabrication des eaux-de-vie. L’exposition montre plusieurs appareils à distiller ainsi que des illustrations sur l’évolution de la consommation de l’alcool par personne et donne des informations sur les coutumes et l’utilisation domestique. Il s'agissait là d'une cérémonie ayant lieu généralement pendant un jour d'hiver. Pendant cette journée, s'effectuait le renouvellement des contrats des domestiques ou la prolongation des contrats de travail pour habituellement un an. S'y ajoutent les veillées mortuaires ainsi que les cérémonies de fiançailles pendant lesquelles les boissons spiritueuses avaient leurs places.
L'exposition montre aussi une distillerie illégale symbolique. En 2005, une distillerie de Cochem, abandonnée en 2002, fut entièrement transposée, distillerie, locaux de vente et bureaux inclus, dans la cour de la maison de Saargau.

### Mode de vie rurale

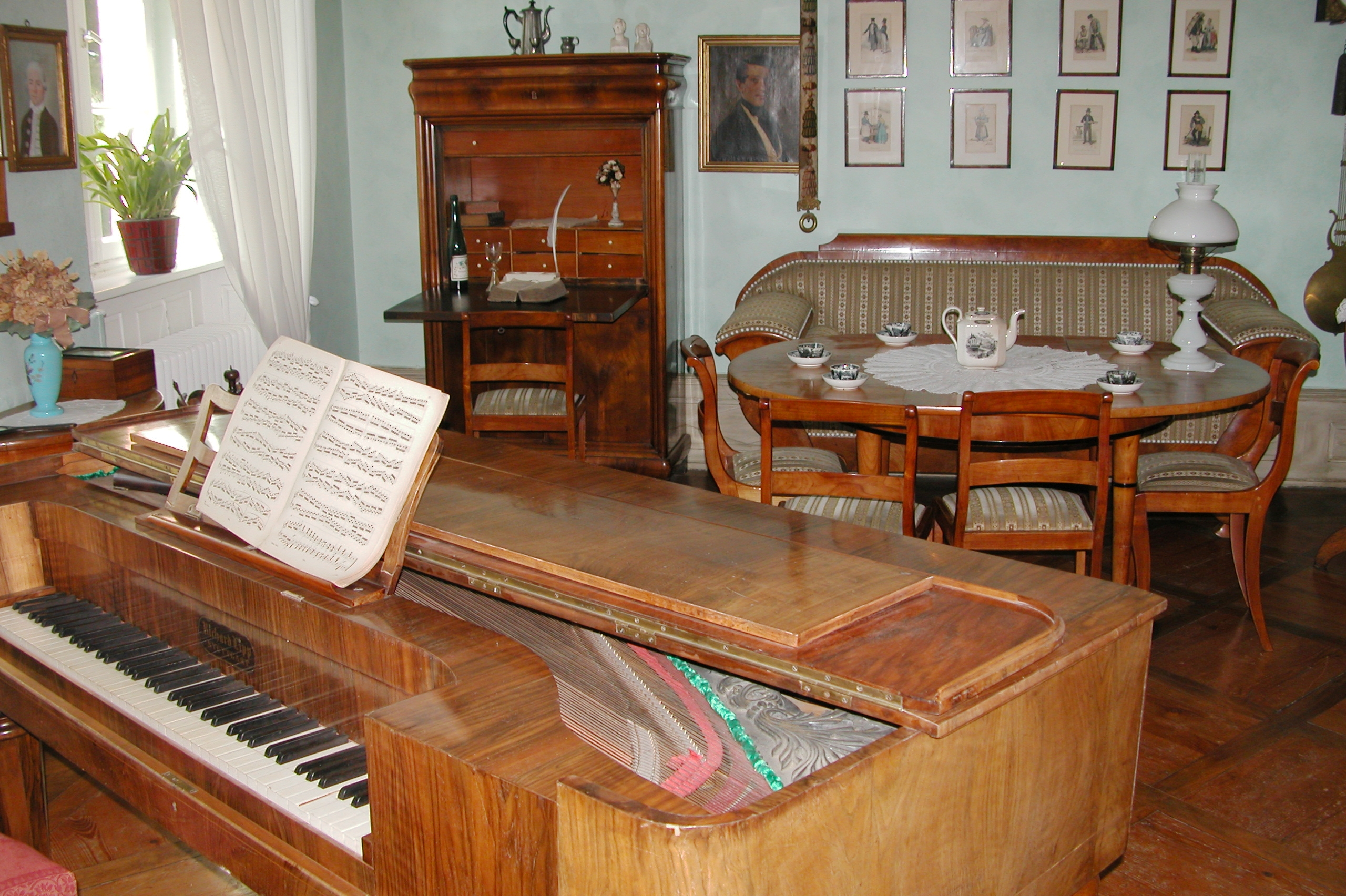
Les locaux Valdenaire – aujourd’hui dans l’exposition "La vie culturelle des habitants".

Cette partie de l'exposition présente le mode de vie de la classe bourgeoise supérieure de l'époque Biedermeier à l'après-guerre.
La chambre Biedermeier représentative a des rideaux transparents sur des grandes fenêtres. Les meubles à ornements sont discrets et mettant plus l'accent sur les effets des veinures du bois. Le début de la période est marqué par la préférence pour les bois clairs comme le bois de poirier et de bouleau ou encore de cerisier. Pendant les années 1950 et 60 s'ajoutèrent, sous l'influence des Français, des bois plus foncés comme celui du noyer et le bois d'acajou. Le reste du mobilier était composé d'un secrétaire, des fourneaux en fonte d'acier et un piano rectangulaire. Une chambre à coucher et un autre local de 1840 dans lequel le café était servi. À titre de comparaison, se trouve à côté une salle de thé dans le style néo-biedermeier des années 1910.
Une autre évolution est présentée dans le logis à trois salles avec des meubles de l’époque du Gründerzeit aux environs de 1890, dans le style de l’Art déco  vers 1920 et des années 1950 dans le style néogermanique des années 1930.

### École et église
L’exposition montre une salle de classe avec l’équipement typique de l’époque de l‘empire : des bancs en bois, ardoises à écrire, un pupitre légèrement surélevé à côté d’une ardoise, une machine à calculer, une canne et un four. Des tableaux sont accrochés sur les murs.
Dans le local à côté de la salle de classe, des tableaux informent les visiteurs  sur le quotidien scolaire depuis la création des écoles publiques à la fin de l’époque de l‘empire : les écoles des campagnes ne comportaient souvent qu’une seule classe. L’indice repère était de 60 élèves mais dans la réalité, on trouvait souvent jusqu’à 100 enfants de la première à la huitième année dans un local. Les inspections apportaient parfois des améliorations temporaires.
Le thème de la spiritualité a une grande importance dans la région entourant Trèves principalement catholique. La naissance et le baptême, la première communion, le mariage ainsi que la mort et les funérailles sont des moments importants de la vie qui étaient accompagnés de rituels. Une ronde expose ces étapes. L’accent a particulièrement été mis sur les noces avec un couple des jeunes mariés de 1900 dans leur habillement de noces habituellement noirs. Un autre thème sont les fraternités en général et celui du Sacré-Cœur de Jésus en particulier. Une vitrine remplie de figures du Cœur de Jésus souligne cette importance.

### Artisanat et metiers
L’exposition sur les métiers et l’artisanat se concentre dans la Ladengasse inaugurée en 2002. Celle-ci est composée de douze magasins et petits commerces à vitrine alignés les uns à côté des autres dans une sorte de passage. Au courant du XXe siècle, les métiers comme la broderie, cordonnerie, tapisserie d'ameublement, forge de lames et de polissage étaient toujours des métiers peu viables. De même que les professions de fondeur d'étain, couturier et chapelier ou de modiste sont de nos jours industrialisées. D’autres activités telles que la boucherie et magasin d'alimentation, horlogerie et un photographe furent aménagées dans l’exposition de même qu’un dentiste et une pharmacie.  L’évolution de la vente en détail rurale est présentée par trois épiceries « Tante-Emma-Laden » (de 1890, de 1940 et des années 1960).
À la fin de la zone d’exposition se trouve un magasin de village des années 1930 qui a déjà servi de décor lors d’une production cinématographique. D’autres ateliers d’ouvriers se trouvent dans les maisons du terrain plein air. Un atelier peinture dans la maison de Oberemmel, un tisserand dans la maison Schuche, une autre cordonnerie dans la Bosselstube ainsi qu’un tonnelier et un charron (Wagner) dans le musée du bois.
Certains magasins et ateliers (d‘étain, de peinture, tapisserie, coiffeur, pharmacie, dentiste, boucher, magasin d'alimentation des années 1960) ont pu être repris de leur dernier propriétaire ou héritiers et furent reconstruits avec, tout au plus, de légères modifications dans le musée. Les autres commerces furent construits avec des composants du dépôt.

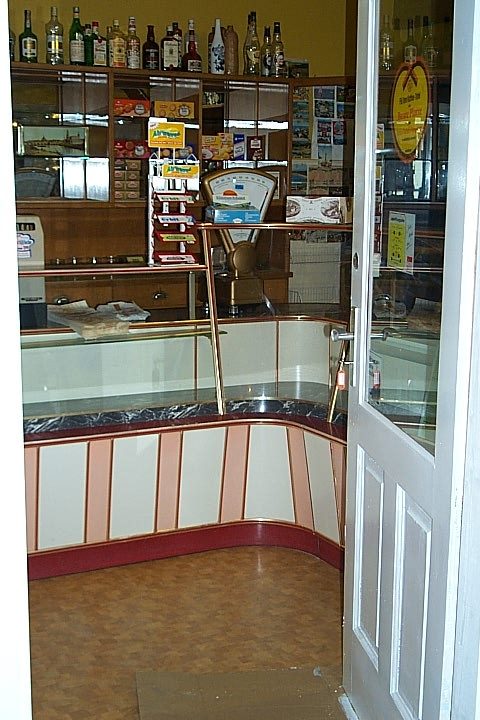
Magasin des années 1950
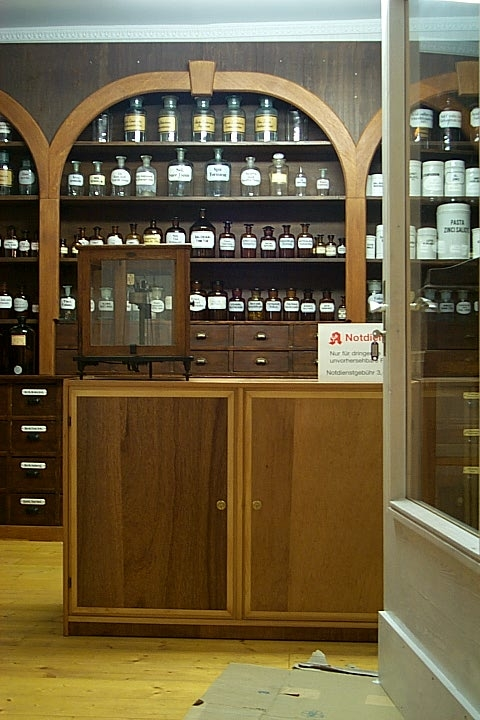
Pharmacie
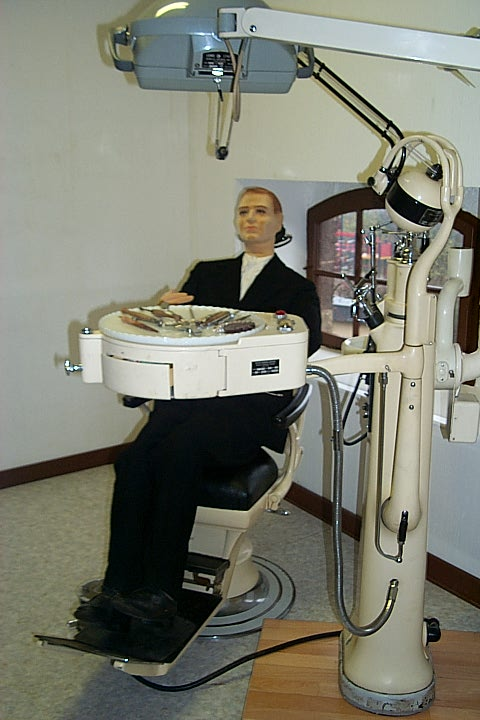
Cabinet de dentiste
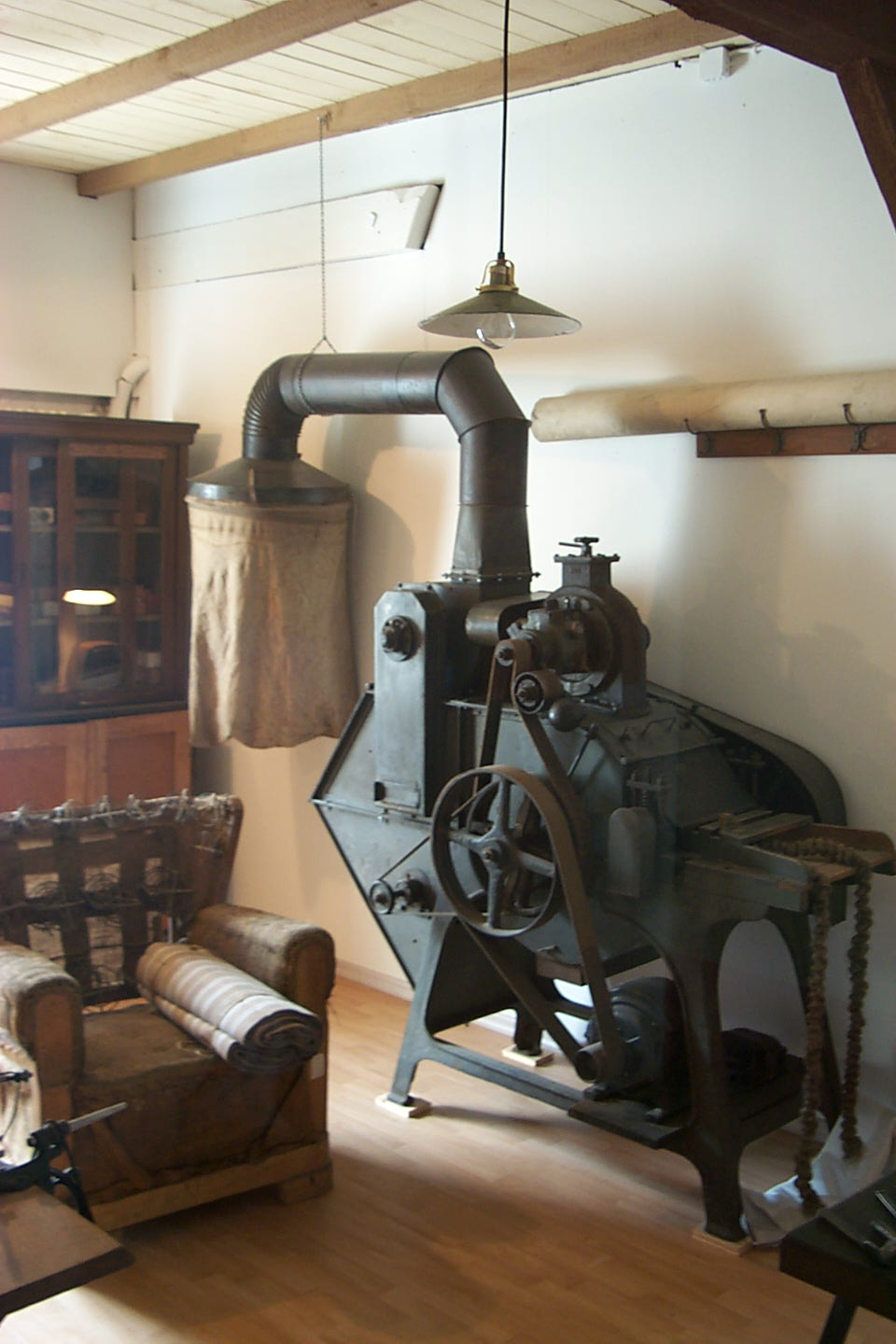
Tapissier

### Plaques à taque et de foyer

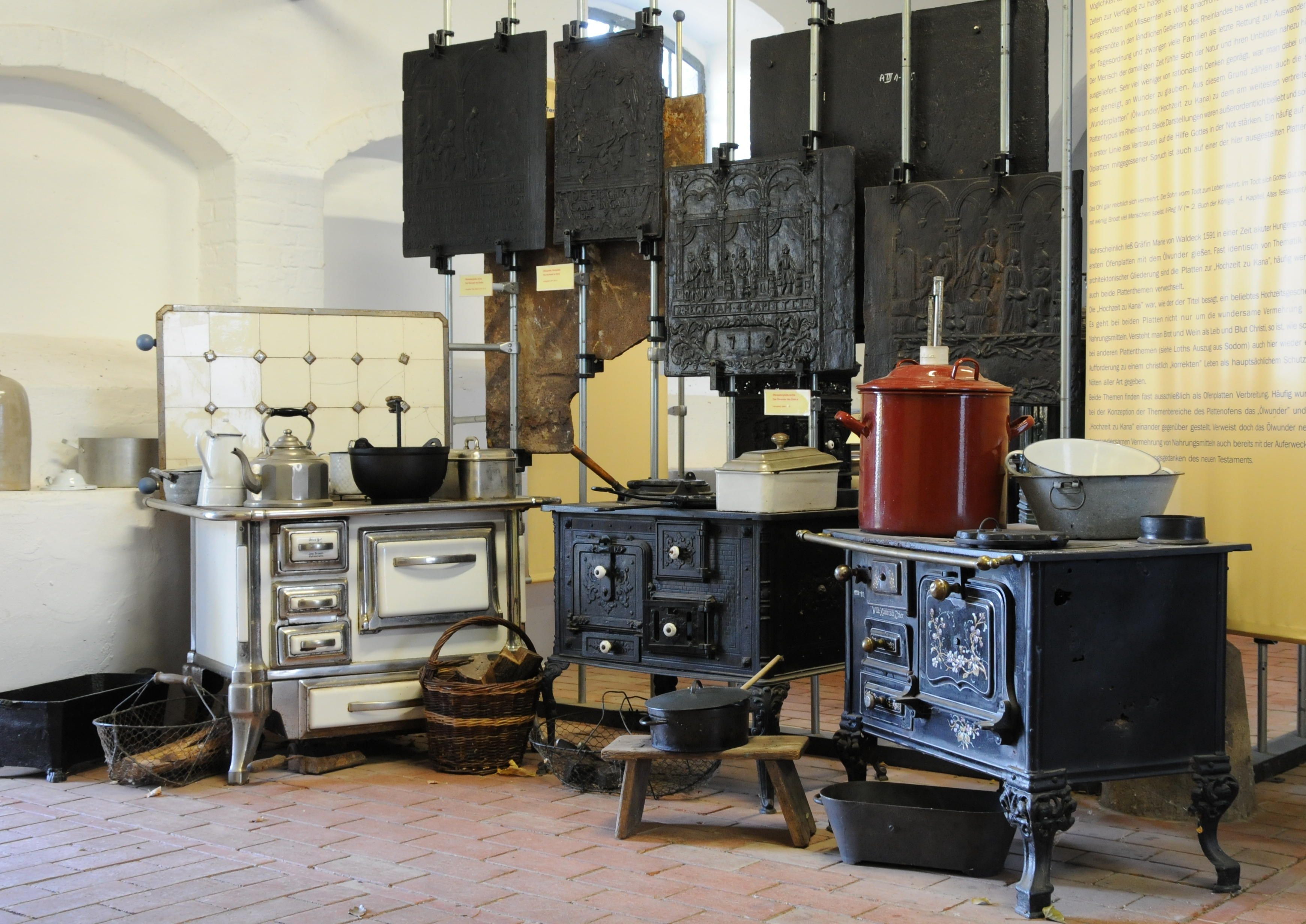
Plaques à taque et de foyer.

Les plaques à taque sont des plaques en fonte. Elles étaient, dans les anciennes fermes, encastrées dans le mur entre la cuisine et la « Stube » afin de conduire la chaleur du feu de la cuisine dans la « Stube ». Les plaques à taque étaient construites dans les usines sidérurgiques de la Belgique de l’Est, la Lorraine, Luxembourg, l’Eifel, le Hunsrück et dans l’actuel Land de la Sarre. Les plaques les plus anciennes datent de la fin du XVe siècle – il ne reste malheureusement de cette époque que très peu de restes de la vie rurale de cette région.
Les plaques de foyers ressemblent aussi bien par leur forme que par leur fabrication aux plaques à taque. Les plaques latérales ont sur leur bords des battants qui permettaient de les encastrer dans le mur afin de former un foyer à cinq côtés.
L’exposition présente des plaques de plusieurs aciéries. L’un des aspects essentiels est la case, aujourd’hui disparue, de Quint (actuellement rattaché à la ville de Trèves) et la case, aujourd’hui en ruine, de Weilerbach (actuellement rattaché à Bollendorf sur la Sûre). L’exposition démontre aussi l’iconographie des plaques pour les foyers catholiques, protestants et juifs et explique leur fabrication. D’autres plaques à taques sont exposées dans le restaurant du musée dans lequel se trouve aussi un chauffage à taques.

### L’histoire de la lessive

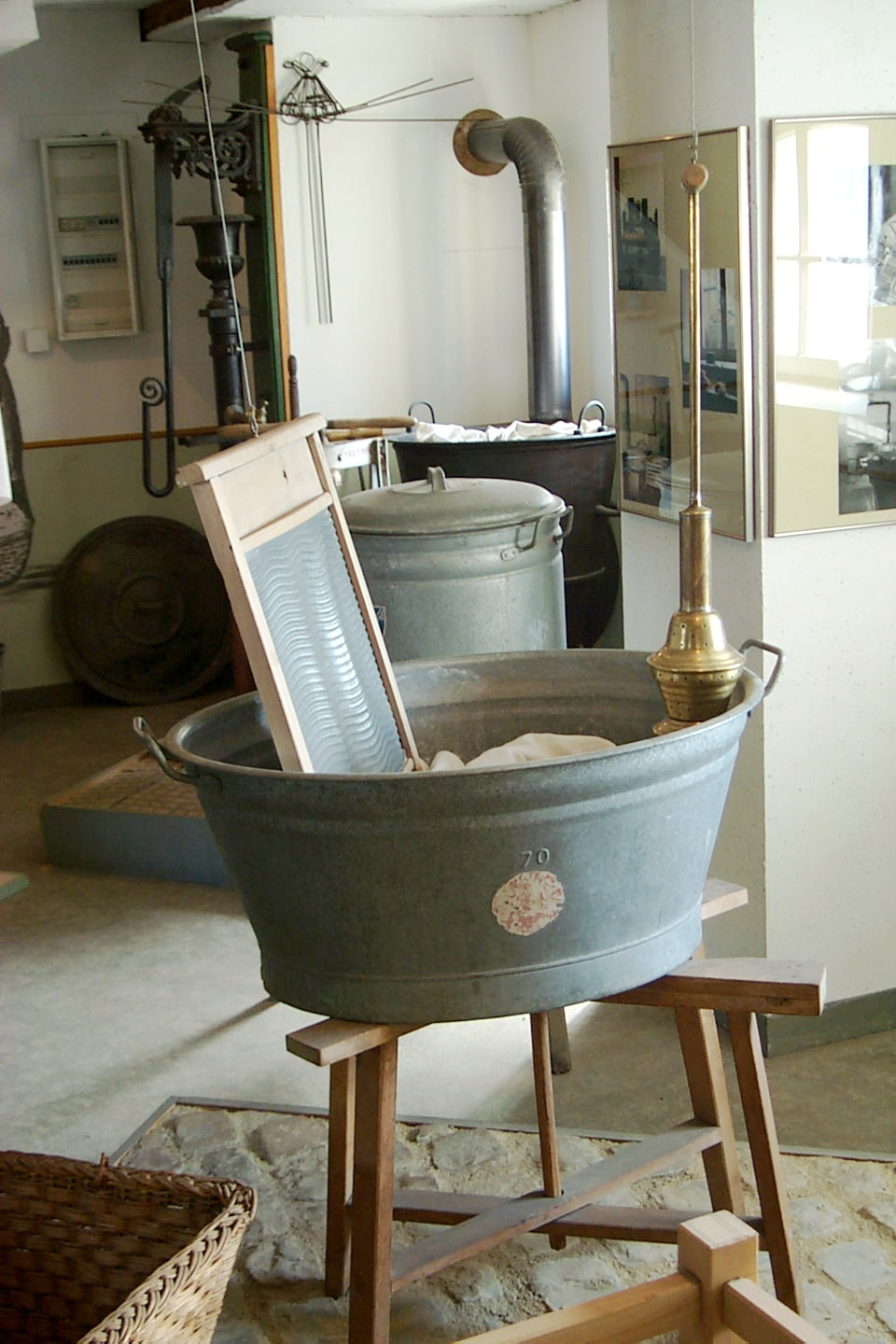
Planche à laver.

Plutôt rare dans les musées allemands : l’histoire de la lessive du nettoyage des vêtements dans les ruisseaux à la machine à laver et mangle. Dans les fermes et campagnes, le lavage à la cendre de bois, rinçage dans un ruisseau et blanchissement en étalant les vêtements dans la prairie est la coutume. Dans les villes et chez les bourgeois par contre, le nettoyage se faisait dans une buanderie et avec une corde à linge. Une machine à laver Miele de 1913 illustre ici les premières évolutions technologiques. Le nettoyage à la main et avec les machines à laver historiques est montré annuellement au mois de septembre pendant les journées des fermiers et des ouvriers.

### Le monde des enfants

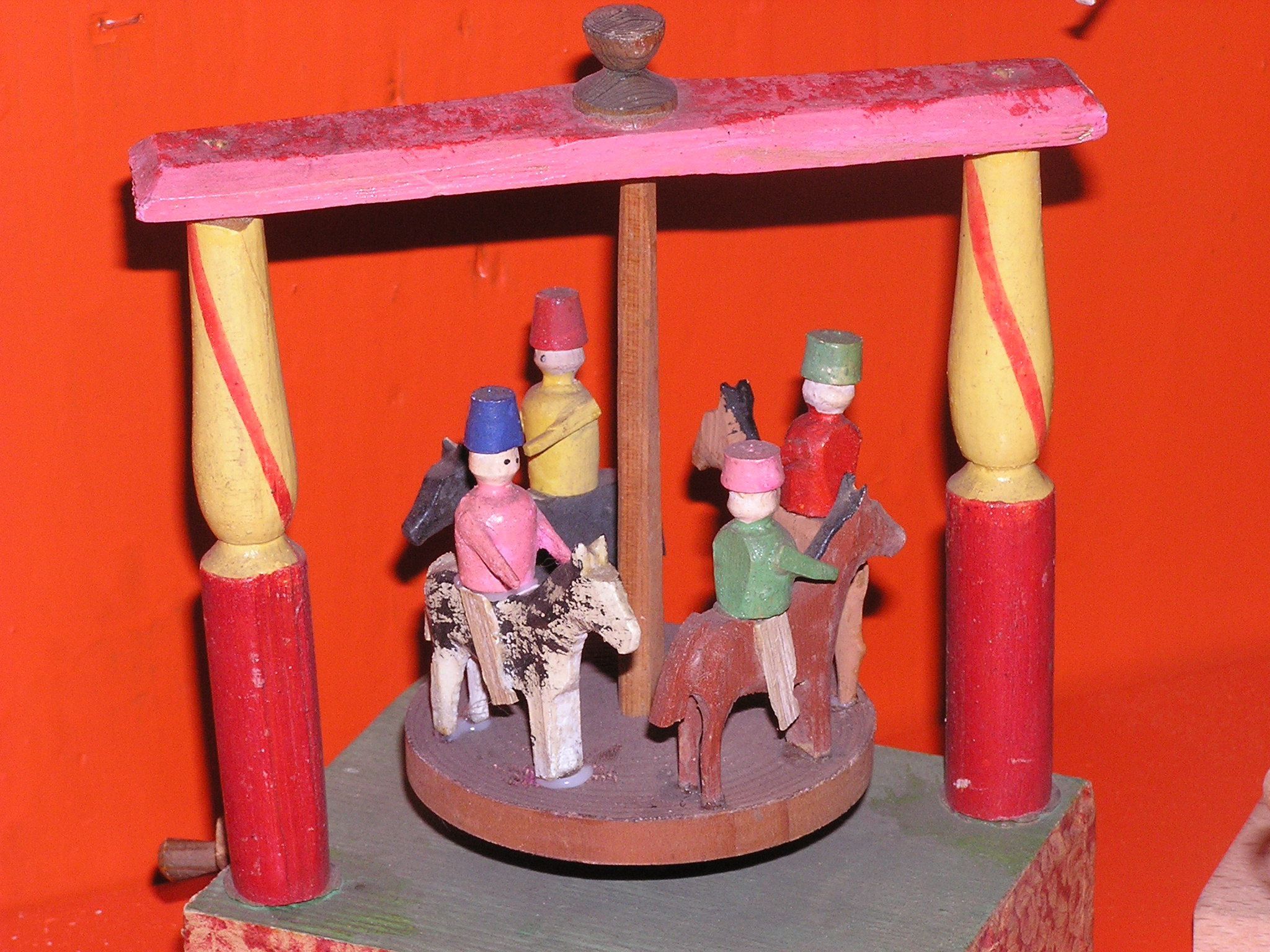
Les jouets du monde.

Le „monde des enfants“ est la première exposition sur les jouets et fut inaugurée en 2004. La „section garçon“ expose des jouets mobiles en métal, des jeux de montage et des emballages de la collection Werner Springsholz, la „section fille“ expose environ cent poupées de la collection de Madame Leick de Perl.
La collection de jouets de Madame Barbara Schu, professeur à la l’université des sciences appliquées de Cologne (Fachhochschule Köln) furent ajoutés en 2006. La conceptrice de textile collectionna, lors de ses voyages, plus de 5000 personnages jouets. Au départ, elle fit, en 1988, don de sa collection au musée Rautenstrauch-Joest de Cologne. Celui-ci n’étant pas en mesure d’exposer en permanence la collection entière – comme le prévoyait le testament –, les jouets furent cédés et ré-exposés au musée Roscheider Hof à partir de 2006. La plupart des jouets sont exposés dans des meubles en acajou appartenant aussi à la collection. Un élément central de la collection est une grande quantité de jouets rares en bois des Monts métallifères (Allemagne). Un autre élément central est constitué par des poupées folkloriques, traditionnelles et souvenirs originaires d’Amérique latine, de Russie et d'Asie.

### Musée des figurines en étain
L‘exposition sur les figurines en étain  est un „musée dans le musée“. L’historien Klaus Gerteis (Université de Trèves) se construisit selon les critères scientifiques un musée privé de figurines en étain à Aach près de Trèves. Ce musée fut rouvert en 2005 après agrandissement de la surface d’expositions dans l’écomusée Roscheider Hof. Le petit monde en étain avec plusieurs milliers de figurines, pas seulement des soldats fut construit dans un grenier de 220 m2. Un diorama avec un camp de légionnaires romains fut ajouté en 2007 et en 2008 fut ouvert un atelier de fonderie d‘étain.
À part quelques pièces, les figurines ont été collectionnées, fabriquées, peintes ou posées en diorama pendant plus de cinq décennies par Klaus Gerteis. L’exposition est divisée en quatre aspects:
- Présentation de l’évolution des figurines à partir de 1800. Avec les vieilles figures et personnages coulés dans les moules.
- L'exposition tient compte des préférences personnelles du collectionneur. Ainsi, on retrouve aussi des emballages dans lesquelles les figurines étaient vendues à côté de leur contenu. Un autre élément central est constitué par des vieux véhicules et les jeux avec figurines d’étain.
- Des dioramas avec figurines en étain avec thème principal l’histoire de la région.
- Un atelier reconstitué présente les gravures dans les moules, la fonte et le coloriage des figurines (voir vidéo)[10].

### Tailleur de pierres précieuses
Un atelier de polissage de pierres précieuses a été ouvert dans un passage dans la cour intérieur du musée. La région de Idar-Oberstein dans le Hunsrück est une région ou la taille de la pierre précieuse a une longue tradition. Un tailleur du Hunsrück montre régulièrement (les weekends) son travail pendant lequel il taille principalement les pierres semi-précieuses de la région.

## Terrain en plein-air
Le site en plein air du musée a une superficie de 22 hectares. Ce site comprend deux groupes de constructions, les champs du musée, les vergers, de différents jardins, des monuments techniques et des ruches d’abeilles.

### Village du Hunsrück

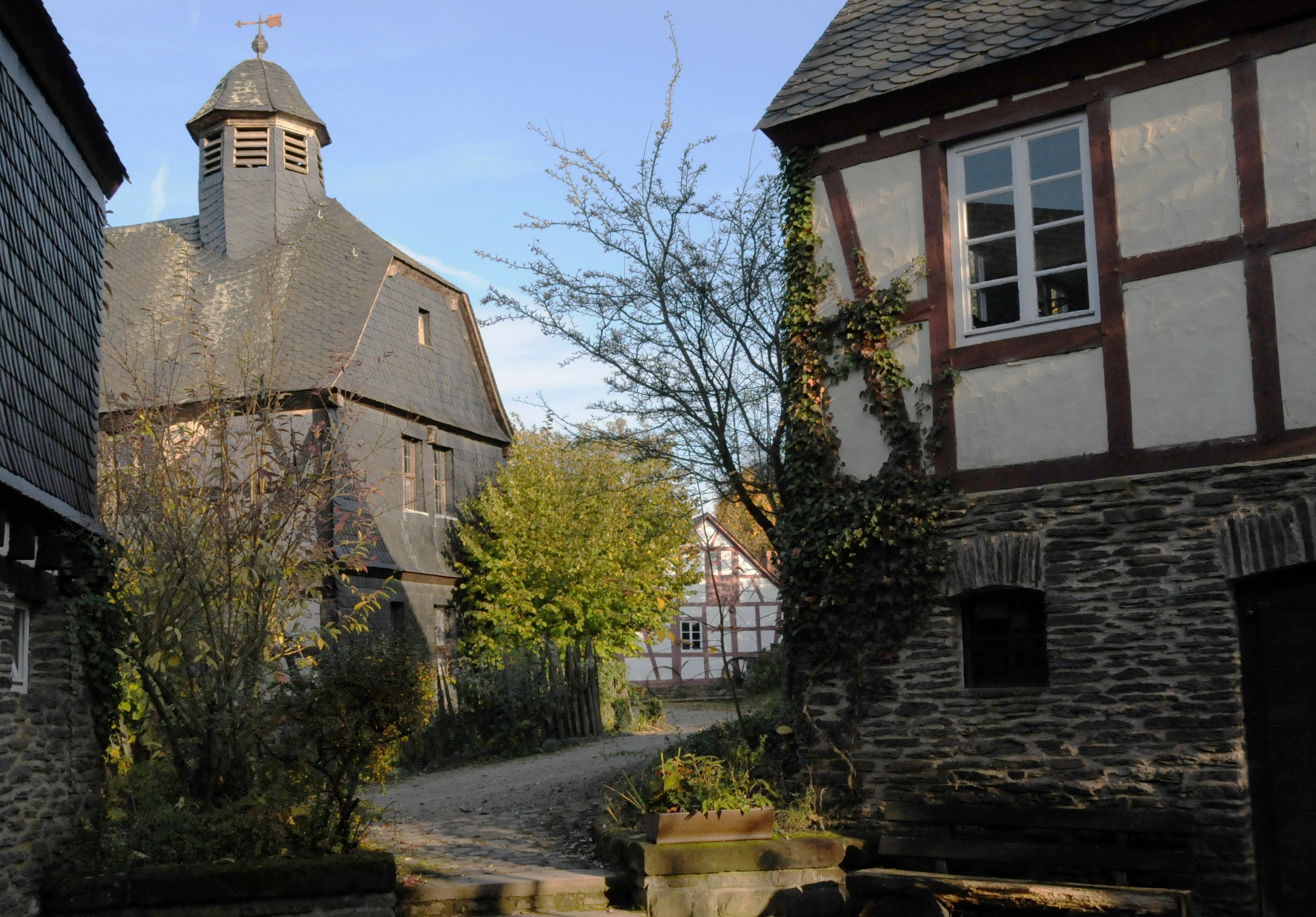
Le village du Hunsrück.

Le village du Hunsrück est composé de dix maisons à colombages et un fournil du Hunsrück. La maison communale de Gödenroth fut déjà en 1974, le premier bâtiment transposé dans le musée. L’aménagement de l’intérieur de l’école de Würrich en 2008 marqua la fin temporaire de la construction du village du Hunsrück. Les maisons particulièrement importantes sont:

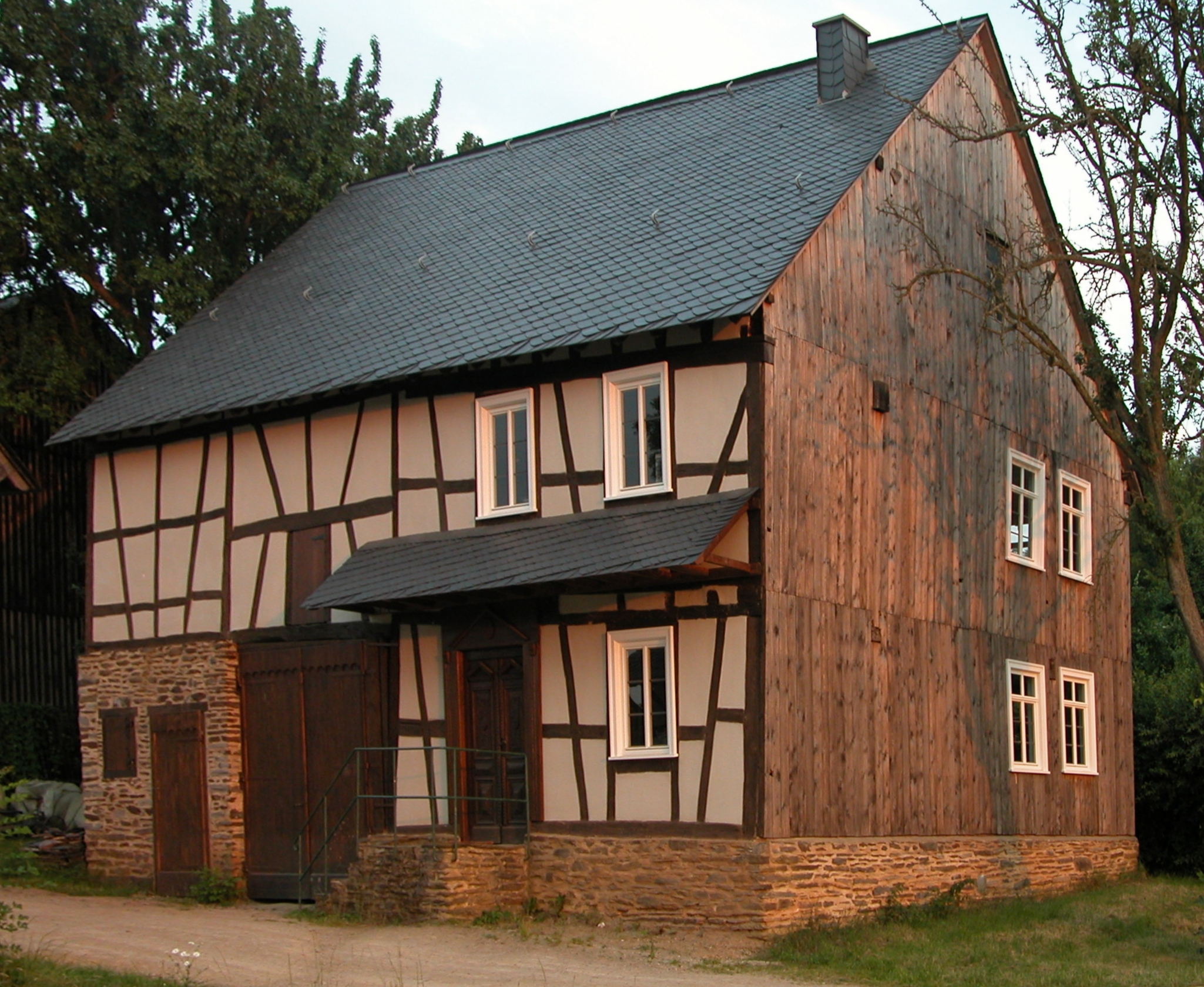
L’école de Würrich.

- La maison communale de Gödenroth le premier bâtiment reconstruit dans le musée. Elle est l’exemple des mairies des communes évangéliques du Hunsrück. Les communes catholiques dépendaient de l’Électorat de Trèves, celui-ci n’autorisant pas de gestion autonome. Le rez-de-chaussée servit souvent de maison-Dieu de la commune. La remise fut utilisée comme étable à petit bétail puis pour ranger les appareils des pompiers.

- L'école de Würrich est le plus ancien bâtiment démonté et reconstruit dans le musée. Le bois des colombages fut produit et monté pendant le printemps 1680. La maison n'avait au départ qu'un étage et servait d'école et d'habitation du professeur. Par manque d'image et de description des salles de classe de la fin du XVIIe siècle, il ne fut pas possible de reconstruire les salles dans leur équipement de l'époque. Au rez de-chaussée se trouve une exposition avec pour thème : l'école, au premier étage une exposition sur le thème de la "conservation des aliments". L'école fut démontée en 1996 de son emplacement originel. En mai 2000 fut célébrée la fin des travaux. Par la suite, la maison servit pour les démonstrations des constructions des colombages et pour les projets scolaires sur le sujet. Les travaux trop dangereux pour les classes furent exécutés en 2007 par des employés et des entreprises spécialisées de sorte que le bâtiment soit équipé et ouvert au grand public en 2008.
- La création du musée fut accompagnée du désir de construire un fournil dans le village de la Hunsrück. Enfin fut trouvé, après plusieurs années de recherche, un objet adapté. Il s'agit d'un petit immeuble d'un étage en moellon d'ardoise. L'intérieur est composé d'un local dont le fond est occupé au tiers par un four de boulanger. Il a appartenu initialement à cinq boulangers coopérateurs qui le construisirent eux-mêmes en 1932. Lors du démontage, on se rendit compte que non seulement les pierres du four avaient été utilisées pour la construction du mur mais aussi du grès cassé et autres pierres de démolition.
- La maison Schug, aussi appelée maison Schuche, est une maison à colombage à deux pièces en profondeur. Ce type de bâtiment était caractéristique à l'Est du Hunsrück de la fin du XVIIIe siècle. L'intérieur de la maison est meublé comme une pièce de tissage secondaire.
- La maison Trappitschens est un bâtiment à deux pièces en profondeur, typique de l'Hunsrück antérieur, datant de 1830. Pendant des transformations importantes en 1915, le triangle sommital d'origine fut supprimé, de sorte à donner, par le toit en bâtière, au bâtiment son aspect caractéristique actuel. Le bâtiment fut aménagé dans le musée dans l'état des années 1950, au début du miracle économique. Le mobilier est composé d'un curieux mélange de vieux meubles de l'avant-guerre et de meubles typiques des années 1950.

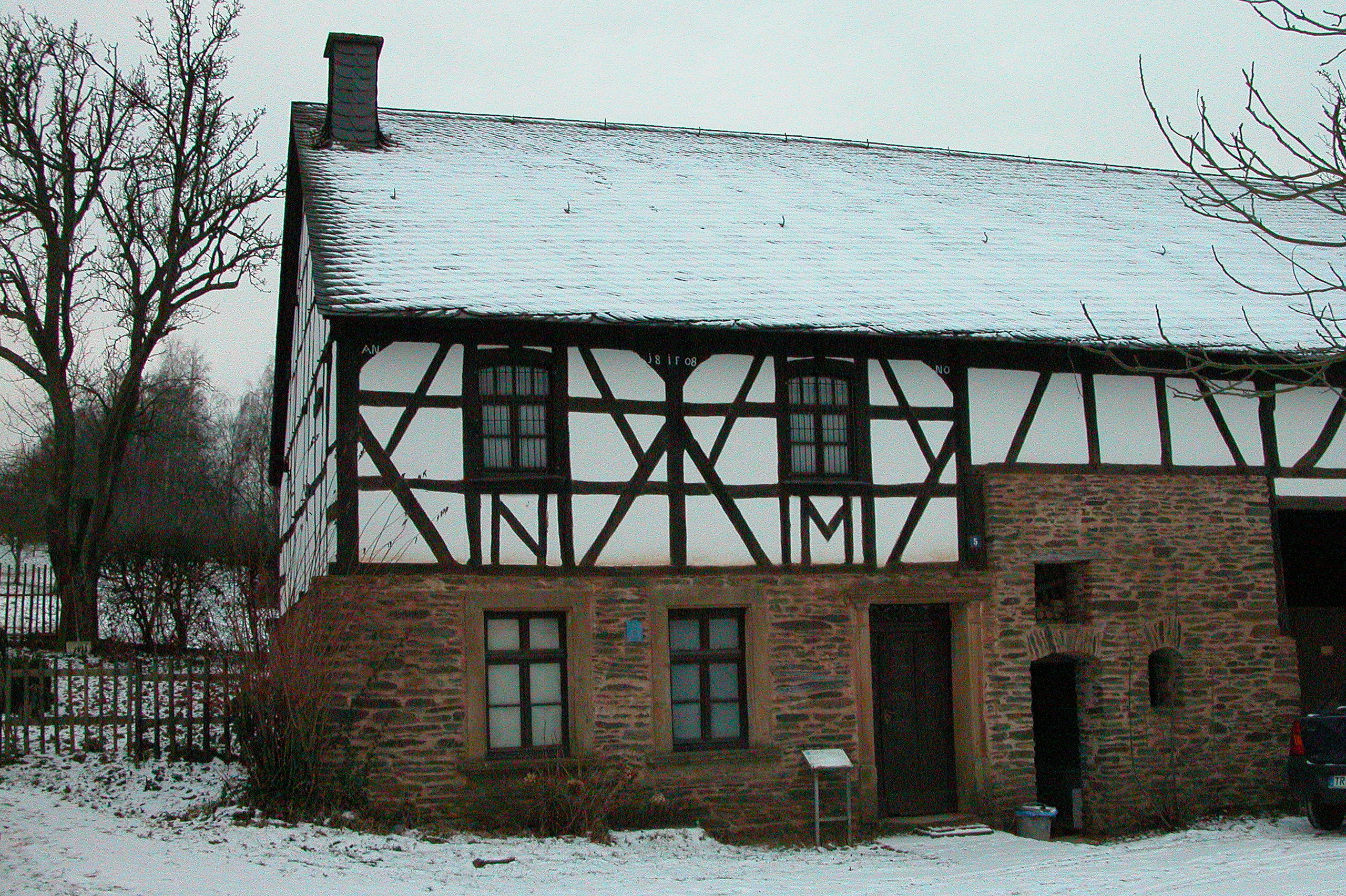
La maison Molz avec ses fenêtres à grilles au premier étage.

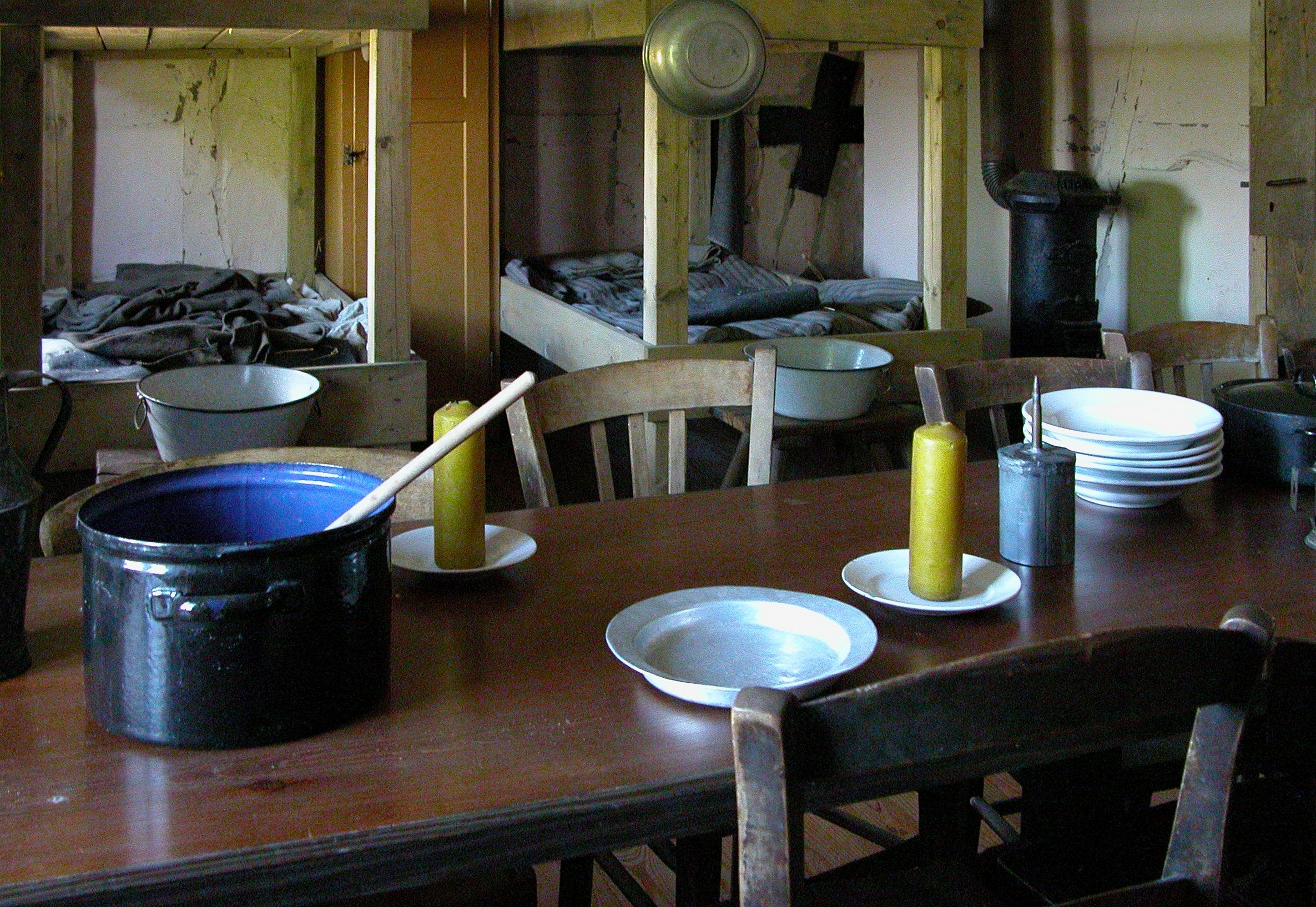
La maison Molz, chambre des prisonniers de guerre français.

- La maison Molz fut l'habitation d'un riche fermier (pour Hunsrück). Le décès précoce du constructeur eut pour conséquence que, depuis 1875, la maison ne fut habitée que sporadiquement et entretenue sans modifications majeures. Pendant la Seconde Guerre mondiale, la maison servit d'annexe d'un camp de prisonniers de guerre. Une exposition thématique à ce sujet se trouve dans le couloir de la maison. Pour les locaux situés à l'étage, des vieilles photographies servirent à reconstituer le grillage des fenêtres ainsi que l'équipement des chambres à coucher avec lits en vieux bois pour les prisonniers.
- La maison Klaesjes juste à côté est construite et meublée plus modestement. Ce fut d'abord la demeure d'un porcher et ensuite d'un couturier.
- Les habitants de la maison Franz appartiennent à la plus basse classe de la hiérarchie sociale. La maison sert de forge dans le musée. Le bâtiment fut à l'origine la maison d'un employé journalier au bord du village de Irmenach. Sa fille eut trois filles non légitimes. Celle née en 1800 eut, à son tour, une fille non légitime. Cette dernière eut, elle aussi – à peine la vingtaine – une fille sans être mariée. Elle vivaient de petits services pour les habitants du village, elle était courrier, vendaient du beurre au marché de Traben-Trarbach et travaillaient éventuellement comme prostituées. En 1928, après le décès de la dernière propriétaire, la maison fut transformée en forge[11].

Les jardins du village du Hunsrück sont une représentation des jardins paysans de 1900 dans les régions des montagnes moyennes.

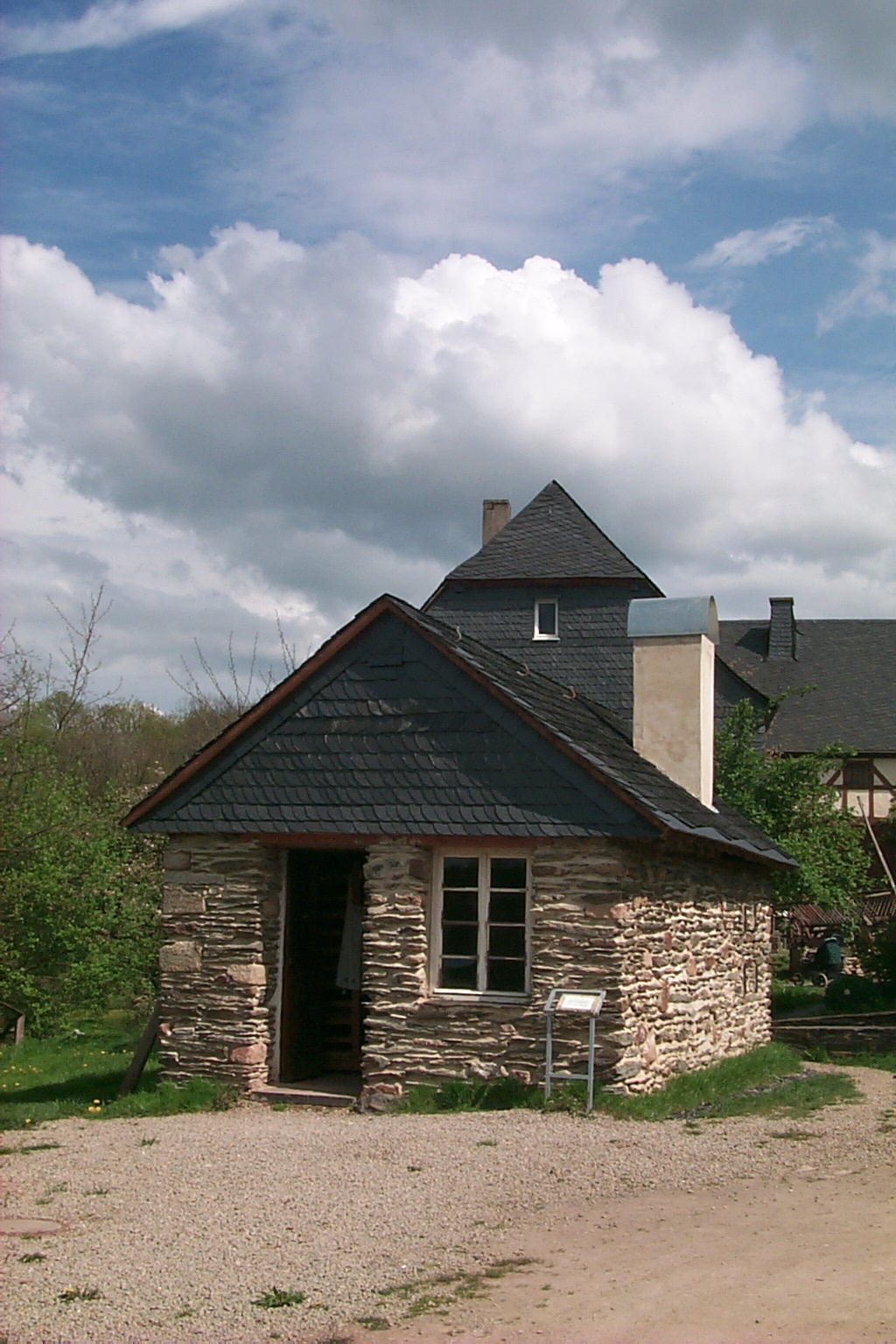
Fournil, en arrière-plan la maison Sensemichel
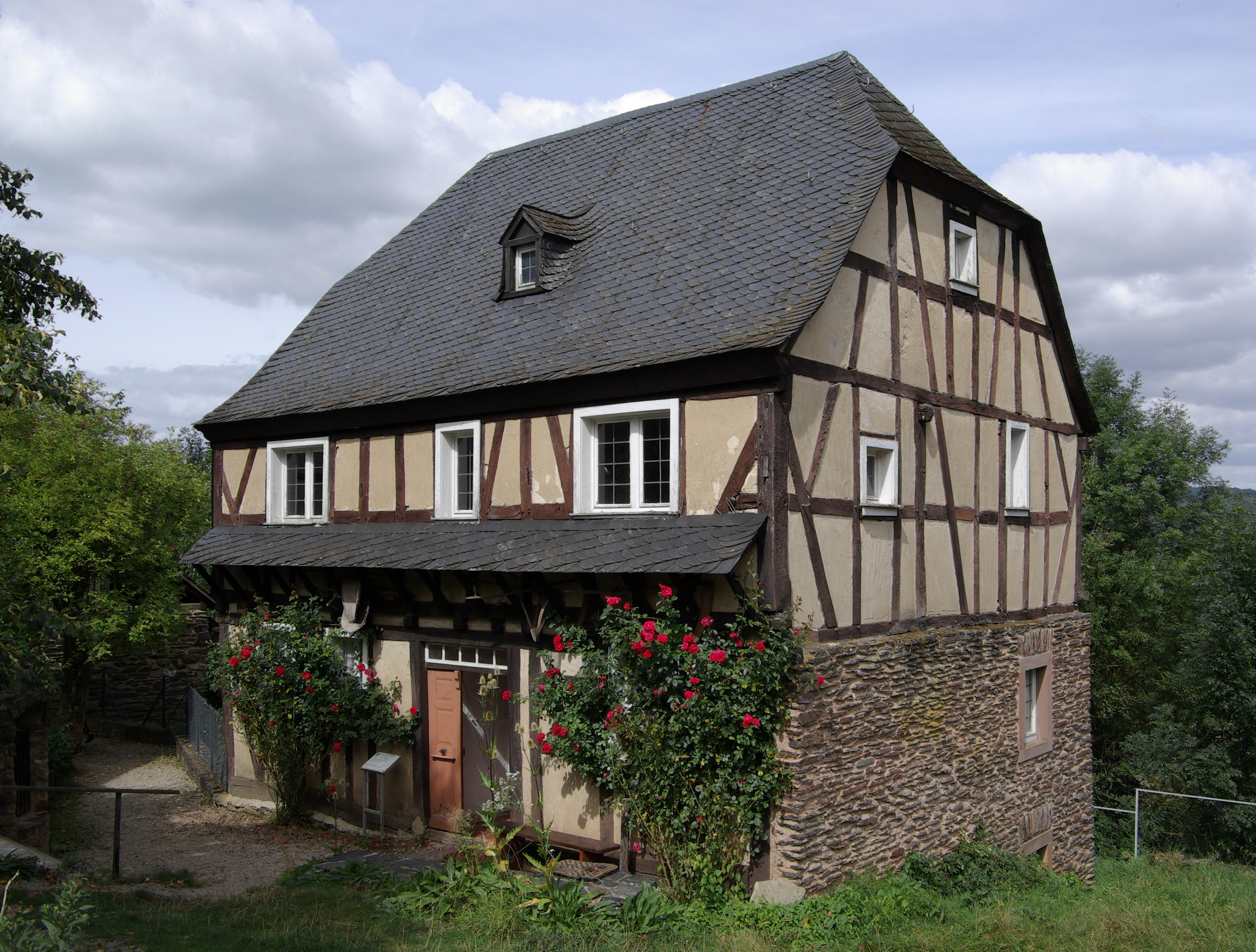
Maison Schuche
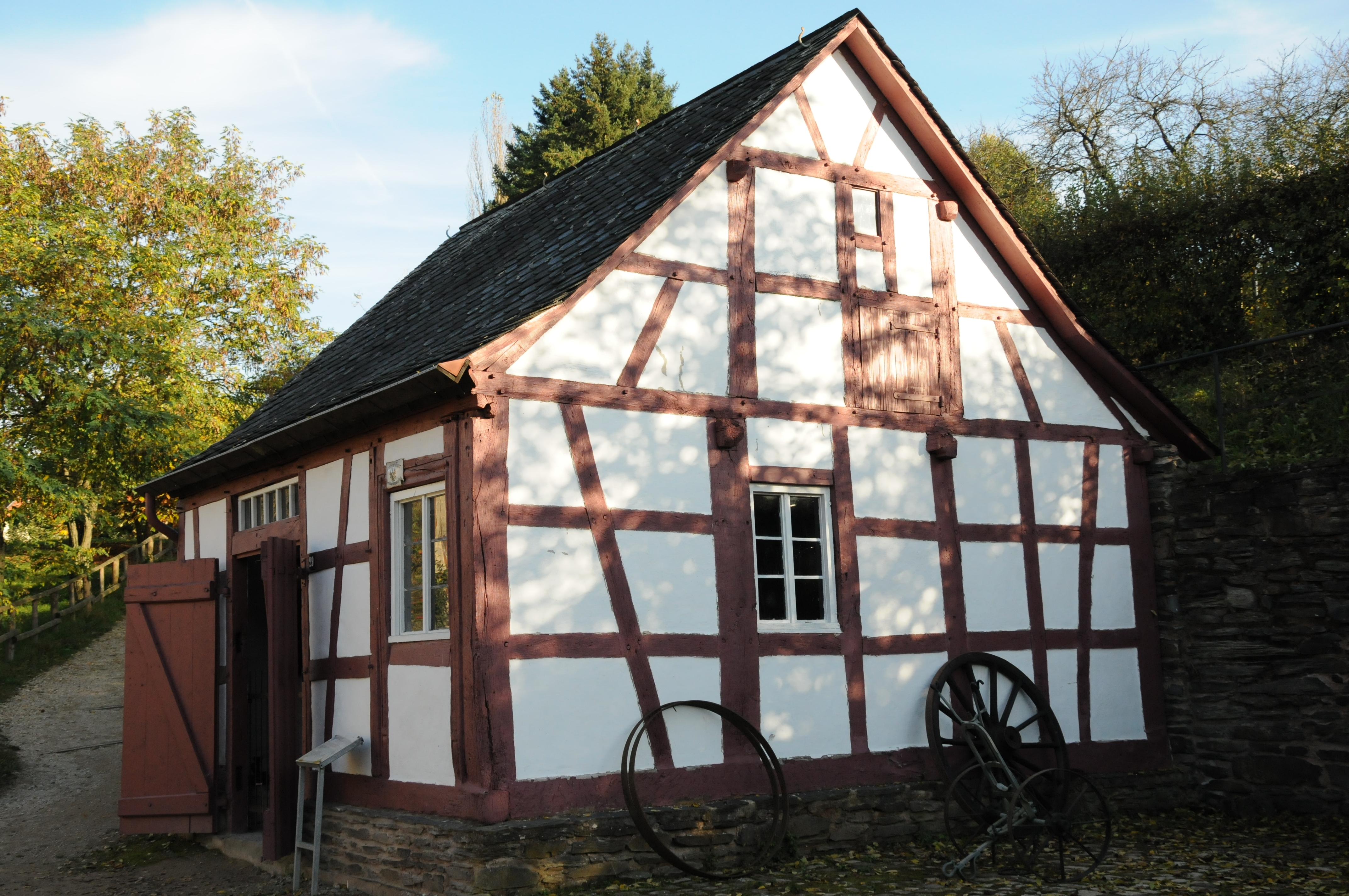
Maison Franz, aujourd'hui la forge
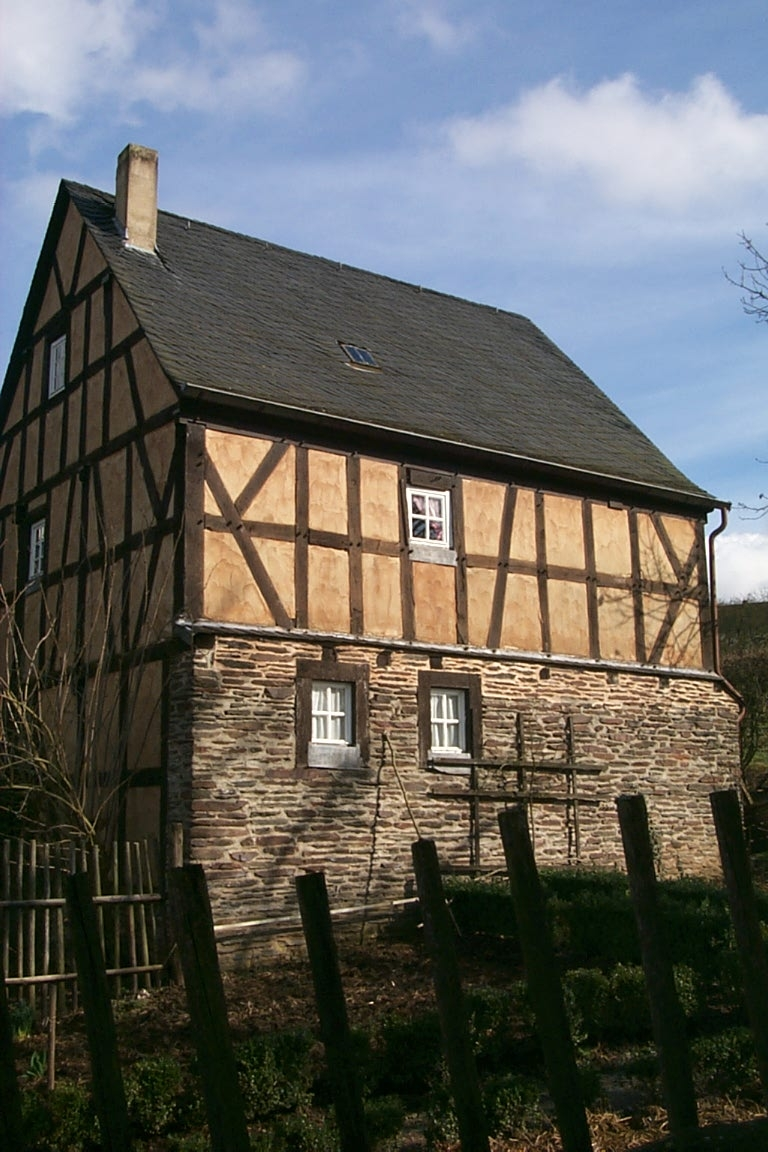
Maison Klaesjes

### Moselle–Sarre
Les maisons du complexe en construction Moselle–Sarre presque toutes des maisons en pierre. La transposition dans un musée de ce type de bâtiment est très compliquée et beaucoup plus onéreuse que celle des maisons à colombages du Hunsrück. Les bâtiments de ce groupe sont:
- La maison du Saargau. ce bâtiment est une reproduction des constructions typiques à la région de Trèves. Elle est communément appelée „maison de Trèves“. C'est une variante de maison que l'on trouve dans tout le Sud-ouest de l'Allemagne („maison à fort développement en largeur“). La maison fut construite en prenant pour modèle une ferme de Köllig (quartier de Nittel) dans le Saargau. En 1987, elle fut mesurée en tenant compte des moindres détails afin d'en construire une copie sur le site du musée. Pour cela. il fut utilisé des morceaux de pierres de maisons détruites et des matériaux de construction modernes. Après l'achèvement des fondations, la construction fut interrompue pendant plus de 10 ans. au rez-de-chaussée se trouve à côté de la cuisine et la salle de séjour (inaugurée en 2006) une distillerie fondée en 1881 par Jean Marx de Cochem. Après la fermeture de la distillerie en 2002 et son démantèlement pour raison douanière, la distillerie fut transportée dans le musée. L'appartement de l'étage supérieur est, comme dans la maison Sensemichel, habité sous location par un employé du musée.
- Les toilettes de l'école de Portz, quartier de Merzkirchen, près de Saarburg. Il s'agit là d'une construction à pans de bois remplie de brique. La maisonnette ne survécut aux changements de cultures sanitaires que parce que le directeur de l'école la transforma en poulailler[12].
- La maison à pompe contenant une pompe Lambach de Konz-Oberemmel constitue un monument technique. Une pompe Lambach est une pompe à pistons dans laquelle un gros flotteur mis en mouvement par de l’eau d’un ruisseau active un piston placé au-dessus dans un cylindre. La maison est une reproduction dont l'original se trouve encore à son emplacement d'origine.
- Un bâtiment annexe typique de Konz-Oberemmel datant de 1734. Un atelier de peinture a été créé à l'étage.

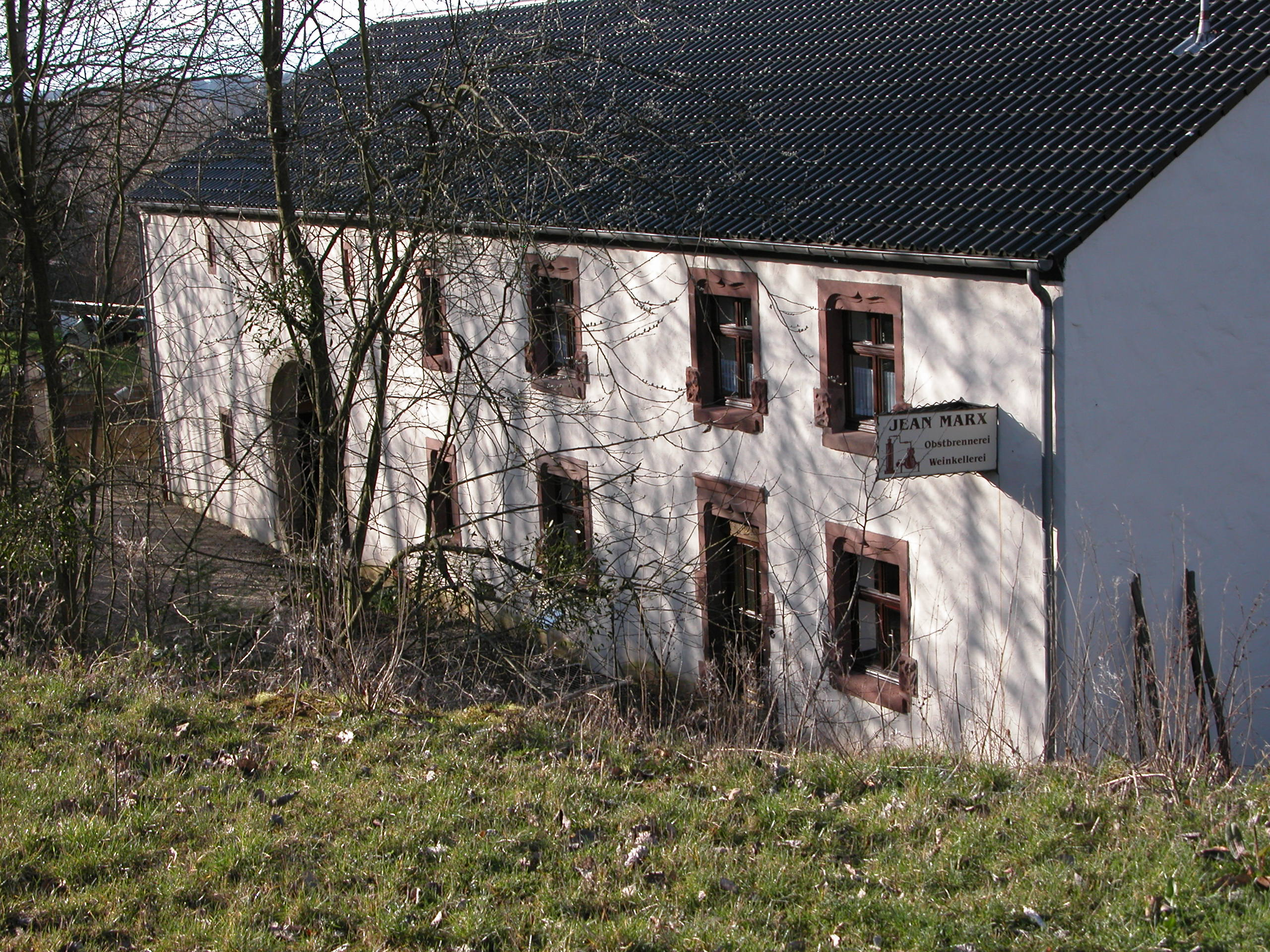
La maison du Saargau
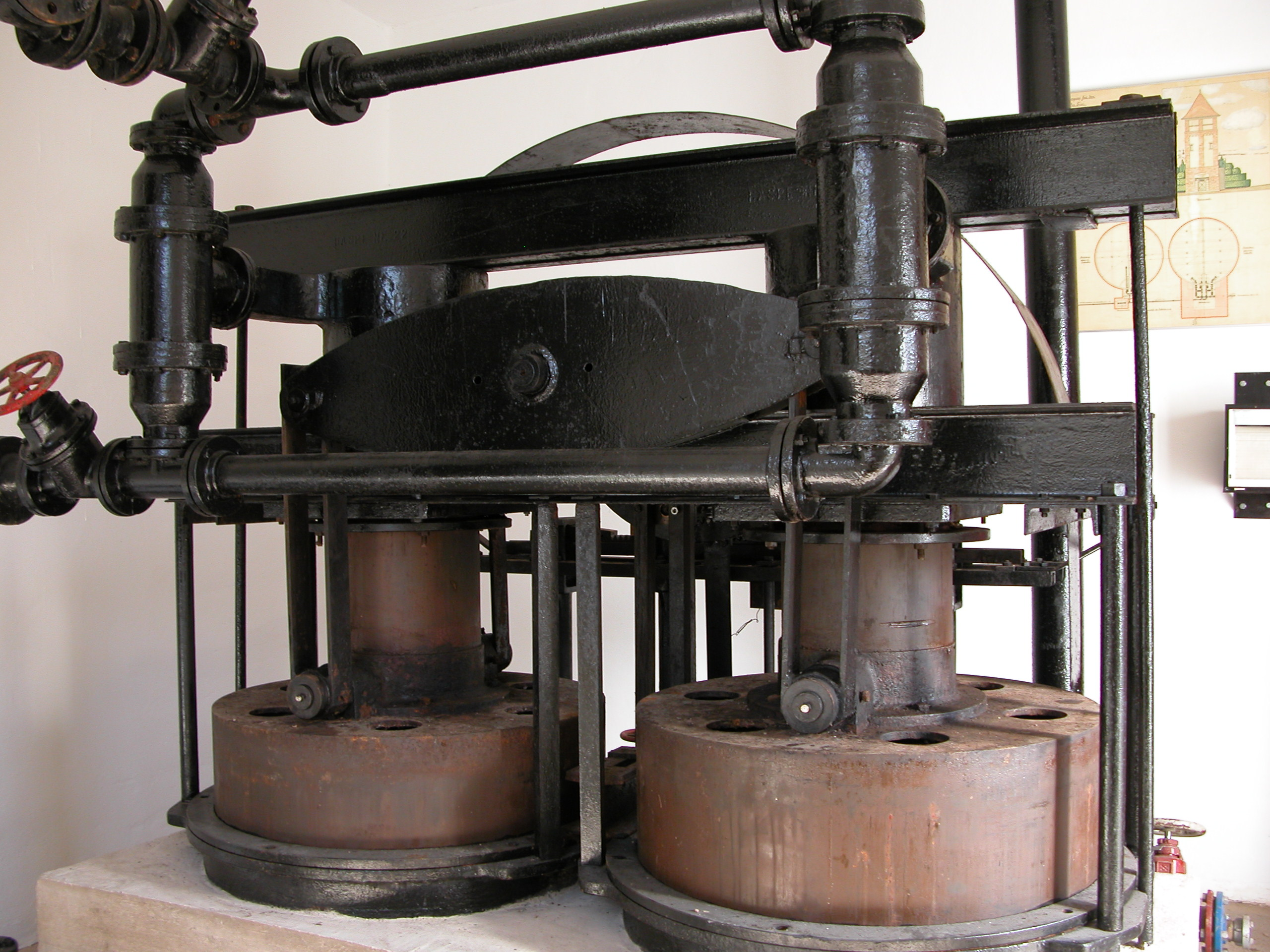
Pompe Lambach
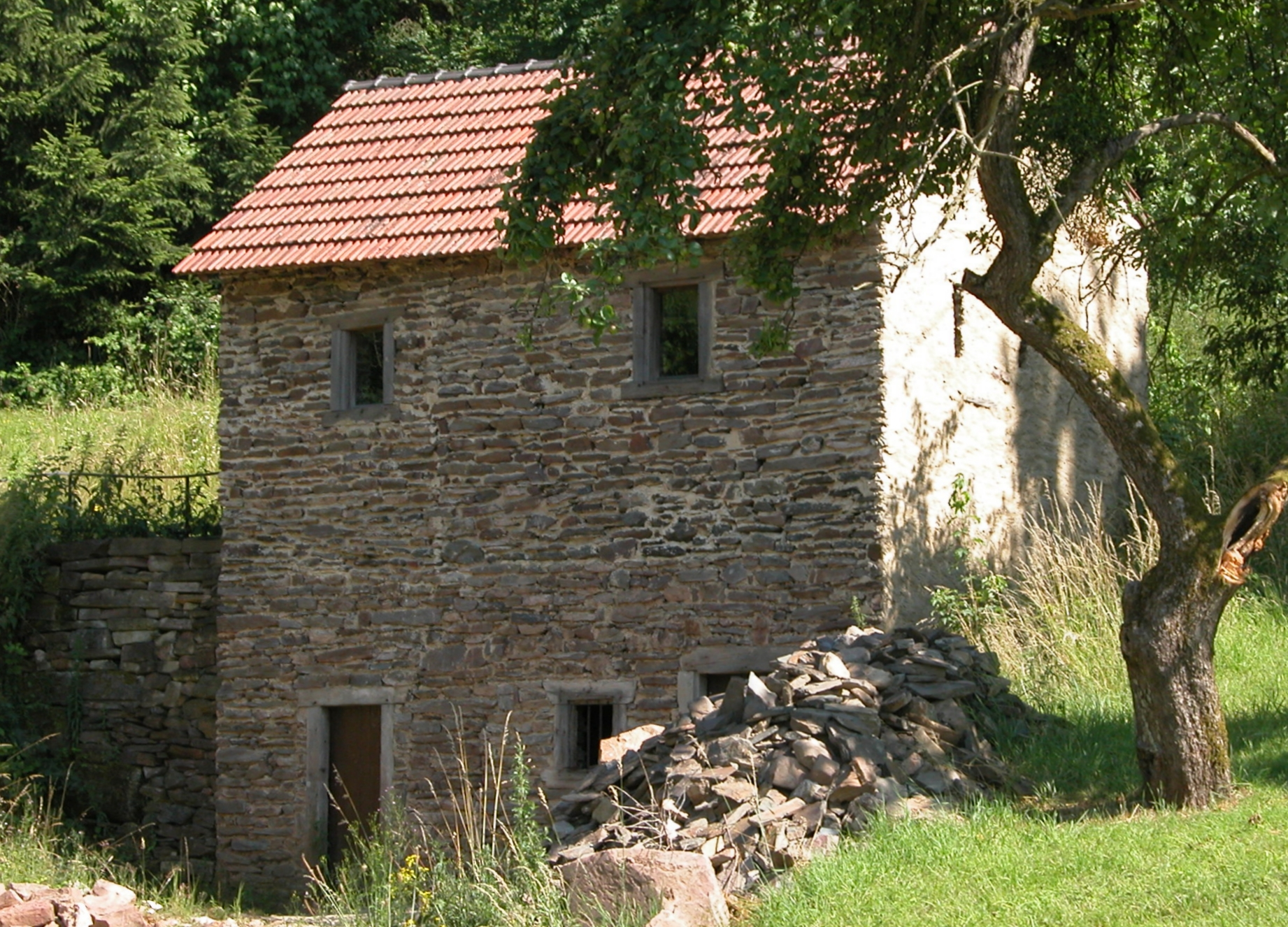
La maison de Oberemmel
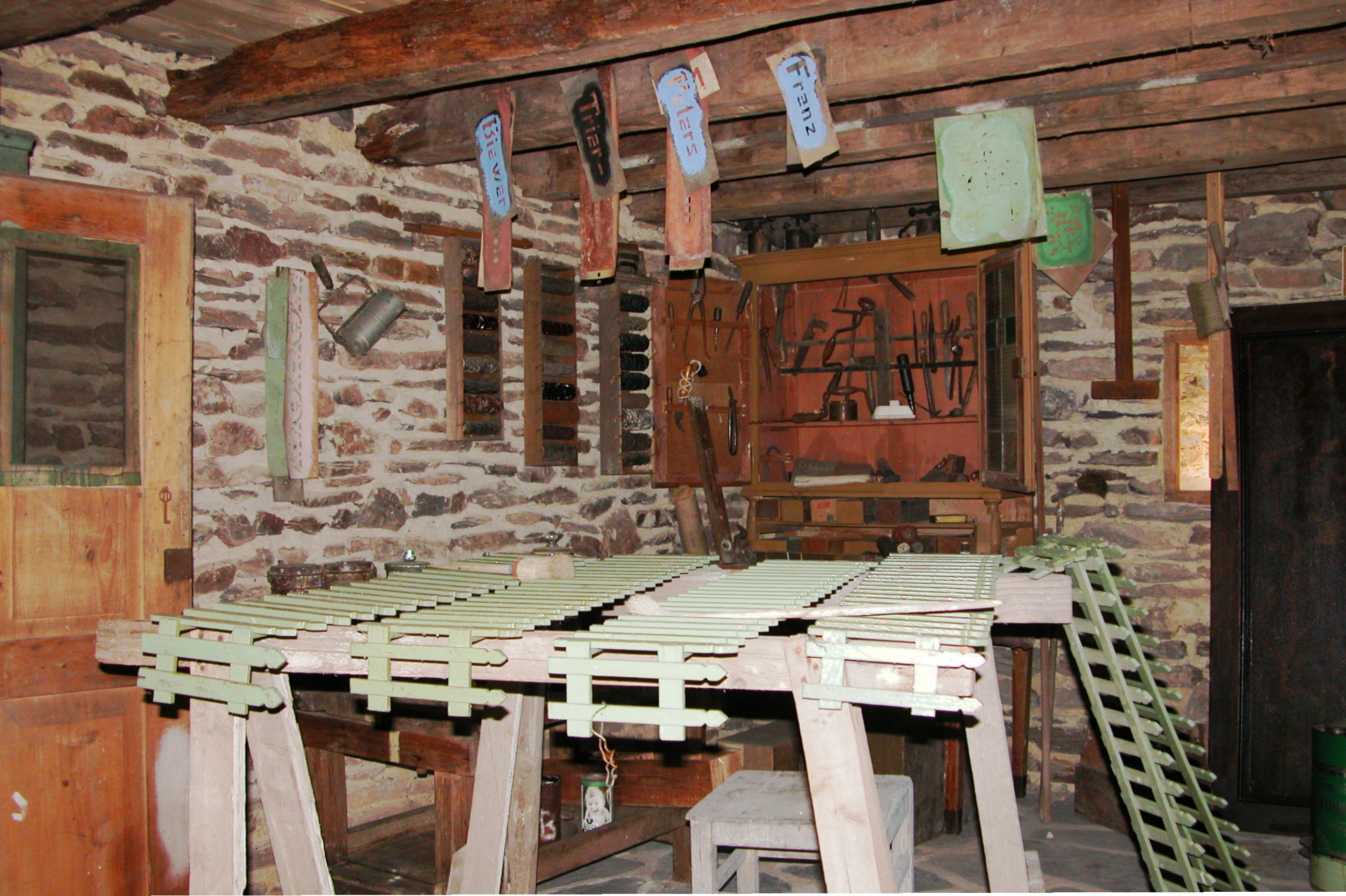
Atelier de peinture

### Arbres, jardins et pierres

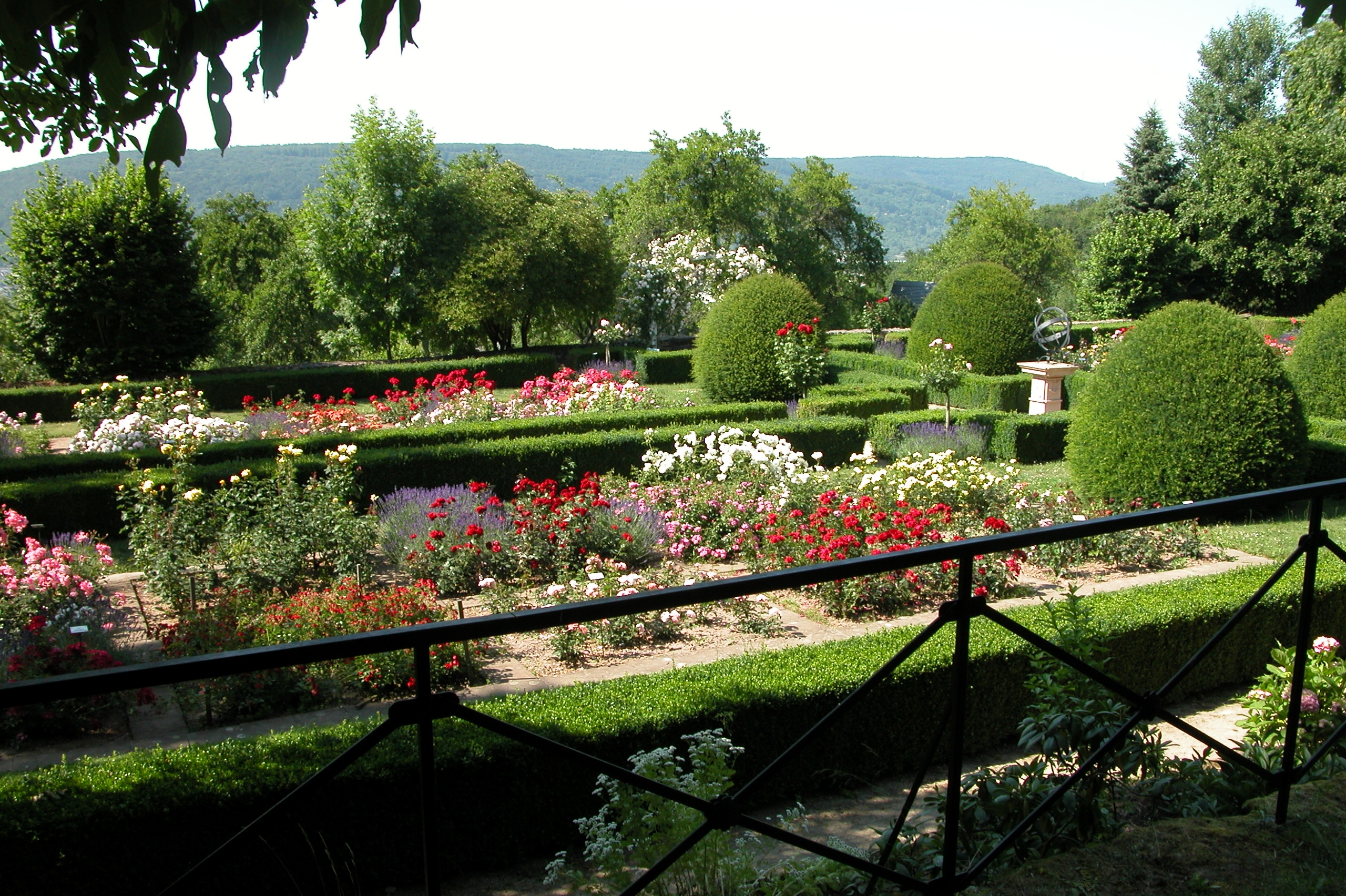
La roseraie sous le bâtiment principal.

Les expositions sur le mode de vie rurale sont assorties d'une roseraie avec son pavillon historique et d'un jardin de plantes médicales situé juste en dessous du bâtiment principal; au-dessus de la roseraie se trouve une exposition sur les bornes frontières historiques; plus en bas de la roseraie se trouve une chapelle historique du Westerwald entourée de vieilles pierres tombales. Le tombeau d'un prisonnier de guerre russe (Première Guerre mondiale) attire particulièrement l'attention. D'autres pierres tombales furent offertes au musée lorsque, de 2006 à 2007, les pierres tombales durent être enlevées pendant la revalorisation de l'héritage romain touchant l'église et les murs romains à Konz.
Le musée possède un verger et un petit champ dans lesquels sont cultivés plusieurs sortes de fruits de la région. Les jardins du village de Hunsrück sont une représentation des jardins des montagnes moyennes du Rhin aux environs de 1900. Le jardin près de la maison de Trèves présente les jardins de la vallée de la Moselle ou de la Sarre de vers 1950. Entre 2000 et 2001, les deux jardins furent remodelés dans le cadre du projet jardins sans frontière.

### Musée du bois et de la forêt
Le musée du bois et de la forêt se trouve dans un bâtiment d’exposition moderne en dessous du village de Hunsrück. Il fut créé entre 2004 et 2005 avec le soutien du Kreiswaldbauernverbands Trier-Saarburg (regroupement des gardes forestiers de l’arrondissement Trèves-Saarburg) et fut inauguré en octobre 2006.
L’exposition est un élément important du concept global. Elle témoigne du travail des propriétaires des bois/forêts, gardes forestiers, chasseurs et batteur-flotteur. En outre, il se trouve dans cette partie du musée, un bureau de l’administration des eaux et forêts, des ateliers de traitement du bois comme un charron, appelé Wagner dans certaines régions allemandes, et un tonnelier ainsi qu’une machine industrielle à scier de Saarburg.

### Moulin à huile annexe

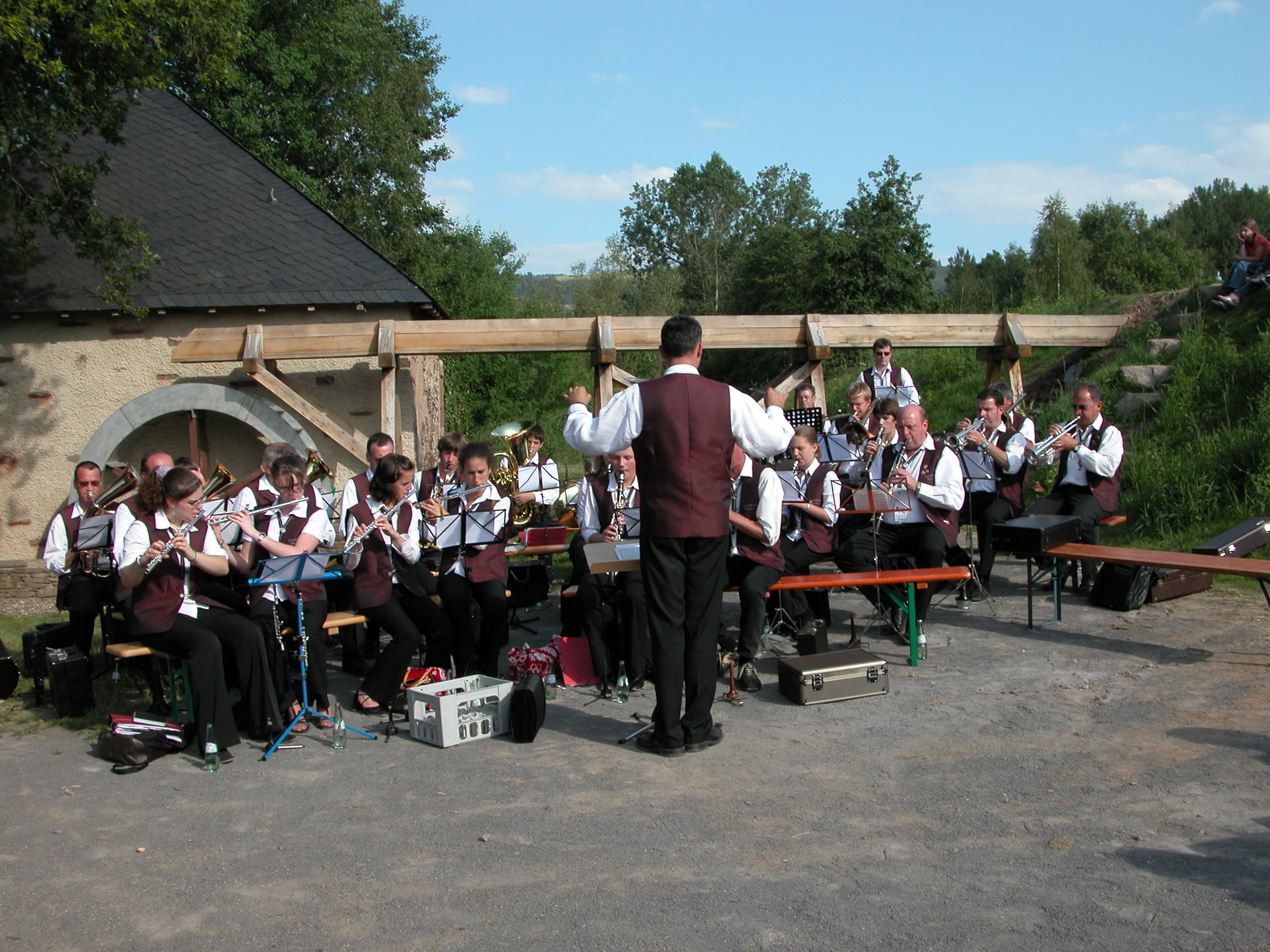
Le moulin à huile historique, une annexe à Konz-Niedermennig lors de l’inauguration en 2006

Le moulin à huile historique et en état de marche se trouvant dans la vallée de Konz est une annexe au musée. Le moulin dans la vallée du ruisseau de Niedermennig (quartier de Konz) date du milieu du XIXe siècle et était encore utilisé jusque dans les années 1960. Le moulin à huile de Niedermennig fut construit en 1849 et fonctionnait à l'aide de l'eau du ruisseau de Niedermennig. Le cours naturel du ruisseau fut endigué à cette fin et l'eau fut conduite d'un ruisseau artificiel vers un étang grand de 1 100 m2 et contenant 900 m3. La zone de rayonnement économique du moulin s'étendit jusqu'à Pellingen, Hentern, Wiltingen et Kommlingen. Les meuniers étaient aussi agriculteurs et vignerons.
Le moulin était constamment en marche en 1943, après la restauration de 1949 jusqu'à la fin des années 1960. Peu après la guerre, le moulin a joué un grand rôle du fait des mauvaises conditions d'approvisionnement, sinon le colza et les noix étaient particulièrement travaillées. L'activité du moulin a définitivement cessé en 1967.

## Activités au musée

### Pédagogie du musée
Le musée propose en partenariat avec des collaborateurs un programme pour enfants et adolescents. Cela va d'une visite guidée aventureuse pour groupes d'enfants de maternelle et d'école primaire à des anniversaires d'enfants dans le musée. Pendant la saison hivernale, il existe une fois par mois une journée de bricolage pour enfants et parents. Pour les adultes sont proposées différentes visites guidées orientées par thèmes et dans différentes langues.
Étant donné que le musée s'agrandit constamment, il est possible d'ouvrir une nouvelle exposition permanente par an. Les thèmes principaux des dernières années (2008) étaient les expositions dans la Ladengasse, le musée du bois et le monde des enfants.

### Manifestations
Traditionnellement la saison d'ouverture du musée a lieu le dimanche des Rameaux et est célébrée par une exposition spéciale. La journée internationale du musée qui est fêtée en mai commence aussi avec des expositions spéciales ou autres festivités. En juin a lieu la fête des roses dans le jardin des roses. En juillet 2008 était organisé un weekend historique vivant. S'ensuit en août une journée pour les enfants avec de nombreux jeux pour enfants oubliés aujourd'hui, puis en septembre la journée des artisans et paysans avec présentation de la récolte de graines, la récolte du lin, tous les différents métiers. La saison finit en octobre avec la journée du pressoir. Pendant l'Avent, il y a un marché de Noël. Depuis 2007, a lieu régulièrement fin août pendant deux jours et en coopération avec une agence un concert en plein air „Museumsopenair“ avec principalement de la musique classique dans la cour intérieure de la ferme rectangulaire.

### Expositions spéciales
Le musée organise annuellement deux expositions spéciales pouvant être visitées jusqu’à la fin de l‘année. Leur thème s’étend des vêtements (chapeaux, chaussures, jupons en passant par les objets utilitaires comme les valises, instruments d’écritures et balances, jouets électriques, figurines en étain représentant des  Gaulois et des Romains aux expositions sur l’histoire des entreprises industrielles régionales. À peu près le tiers des expositions spéciales sont produites par le musée et les autres sont des expositions itinérantes conçues par l‘Arbeitskreis Eifeler Museen (depuis 2007 Eifelmuseen e.V.) ou l’un des musées partenaires. Les années passées furent présentées deux expositions conçues par des musées de Lorraine.

## Site internet
Le musée est depuis 1995 un des premiers musées plein air à avoir un site internet grâce à la coopération avec la Fachhochschule Trier. Depuis le départ, le site internet existe en quatre langues (allemand, anglais, français, néerlandais). En plus de fournir des informations concernant le musée et sa visite, le site internet renseigne sur d'autres informations, thèmes et propose même une visite virtuelle du musée avec description des expositions et maisons, documentations d'expositions spéciales précédentes, vidéos d'ouverture, présentations et fêtes. Documentation exemplaire en francique mosellan contenant plus de 60 vidéos.
Une banque de données contenant les biens culturels de la région de Trèves avec informations sur plus de 20 000 mémoriaux est accessible via la page internet du Roscheider Hof.